# Lovellův teleskop
Lovellův teleskop (anglicky Lovell Telescope) je hlavní a největší radioteleskop observatoře Jodrell Bank, která se nachází v hrabství Cheshire, severozápadní Anglie, Spojené království. Je také součástí britské rádiové interferometrické sítě MERLIN a rovněž European VLBI Network. Od dokončení v roce 1957 až do roku 1971 to byl největší řiditelný radioteleskop na světě, nyní je druhý v Evropě a třetí na světě. V roce 1988 byl Lovellův teleskop zařazen do nejvyšší kategorie britských památek a v roce 2019 byla celá observatoř zapsána na Seznam světového kulturního a přírodního dědictví UNESCO.

## Jméno a velikost teleskopu
Teleskop byl původně označován jednoduše 250 ft telescope, což odkazuje na průměr paraboly udávaný ve stopách (250 stop, tedy 76,2 metru). V roce 1971 ho průměrem 100 metrů překonal radioteleskop Effelsberg v Severním Porýní-Vestfálsku, Německo. V roce 2000 pak byl dokončen radioteleskop v Green Bank v USA. Ten je označovaný rovněž jako stometrový, ale protože má mírně eliptický tvar, je ještě o trochu větší než kruhový radioteleskop v Německu. Radioteleskop v Jodrell Bank tedy zůstává třetí největší na světě a druhý největší v Evropě.
Název Mark I se začal používat přibližně od roku 1961, v souvislosti s přípravou dalších teleskopů Mark II, Mark III a Mark IV (poslední nakonec nebyl nikdy postaven). V roce 1987 byl oficiálně přejmenován na Lovellův teleskop na počest sira Bernarda Lovella, který observatoř Jodrell Bank v roce 1945 založil a byl dlouhá léta jejím prvním ředitelem. V roce 1988 se radioteleskop stal památkově chráněným objektem I. stupně v britském systému památkové péče.
Celá konstrukce Lovellova teleskopu dosahuje výšky téměř 90 metrů, takže je-li dobré počasí a dostatečně čirý vzduch, je radioteleskop vidět nejen z výškových budov v Manchesteru, jako je Beetham Tower (odkud to je skoro 30 kilometrů přibližně jižním směrem), ale dokonce také z ještě mnohem vzdálenějších míst, jako jsou vrchovina Penniny, Winter Hill v hrabství Lancashire, národní park Snowdonia, Beeston Castle v hrabství Cheshire nebo národní park Peak District. Je také vidět z jižních oken restaurací a odletových hal terminálu 1 na letišti Manchester.

## Konstrukce radioteleskopu

### Důvody vzniku a koncepce
Již v roce 1947 byl na observatoři Jodrell Bank postaven tzv. zenitový teleskop nazývaný „transit teleskop“, což byl parabolický reflektor o průměru 66 metrů (218 stop), který v té době byl rovněž největší radioteleskop na světě. Hlavní nevýhodou výše popsaného „transit teleskopu“ byla jeho velmi omezená možnost měnit polohu ohniska (jen ±15 stupňů kolem zenitu). Proto již záhy po jeho dokončení v roce 1947 začaly přípravné práce na projektu nového radioteleskopu, jehož parabolu by bylo možné otáčet v plném rozsahu. Plně pohyblivá konstrukce totiž umožňuje nejen zkoumat všechny části oblohy, ale také lze zvolený radiový zdroj sledovat podstatně déle s ohledem na rotaci Země. V roce 1952 byl pro observatoř zakoupen nový pozemek (asi 400 metrů severozápadně od „transit teleskopu“, který nový teleskop po dokončení nahradil) a započala výstavba.
„Transit teleskop“ navrhli a zkonstruovali astronomové, kteří ho používali. Od počátku přípravy nového plně řiditelného teleskopu dosud nevídaných rozměrů ale bylo zřejmé, že takové zařízení musí navrhnout a zkonstruovat profesionál. Prvním úkolem bylo najít inženýra, který by byl ochoten takovou novátorskou práci přijmout. Tím se stal Charles Husband, přední britský stavební inženýr a konzultant. Bernard Lovell se s ním poprvé setkal 8. září 1949, v roce 1950 Charles Husband představil první konstrukční výkresy navrhovaného radioteleskopu. Po upřesnění byly konstrukční plány podrobně popsány v tzv. „modré knize“ (Blue Book), která byla 20. března 1951 předložena britské vládní agentuře pro vědecký a průmyslový výzkum (DSIR, Department of Scientific and Industrial Research). Návrh byl schválen v březnu 1952.

### Stavba teleskopu

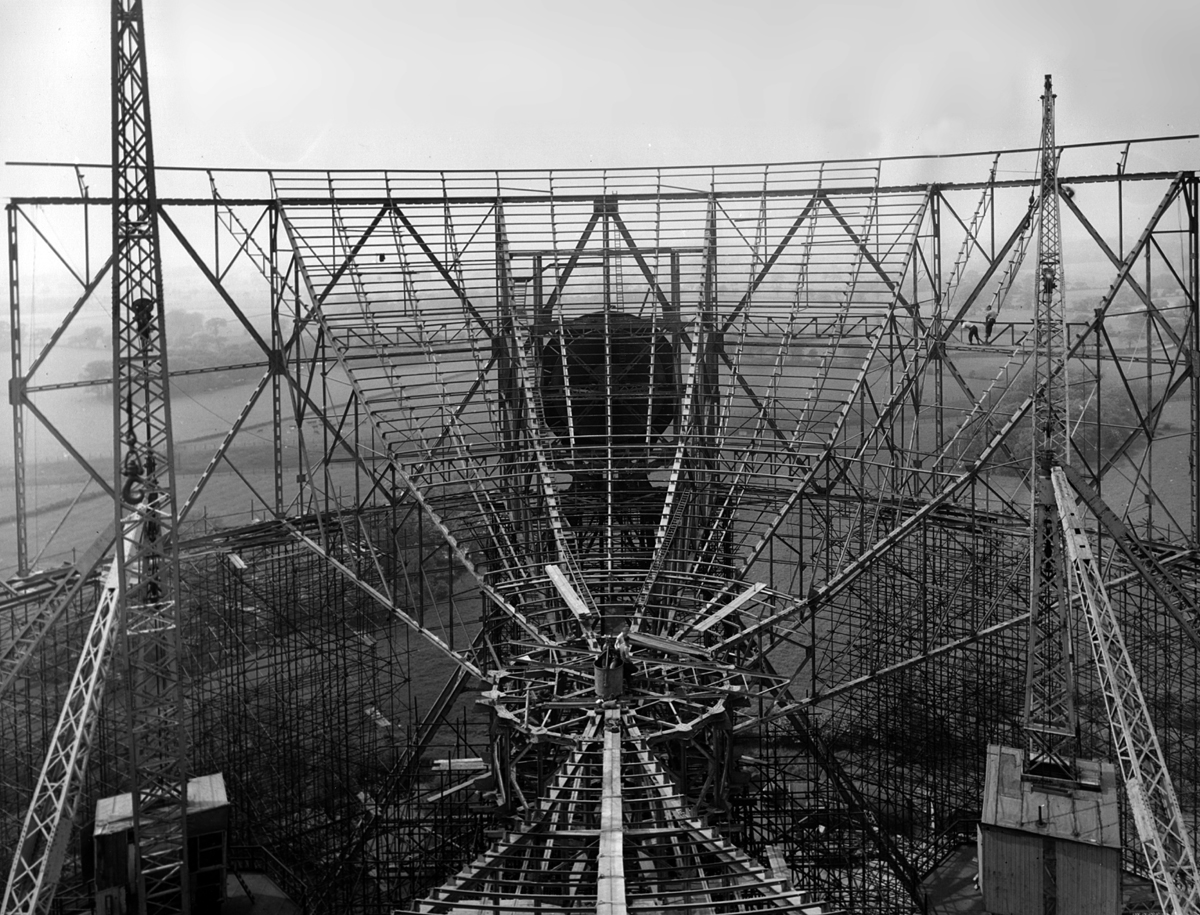
Stavba teleskopu
(zdroj: Jodrell Bank).

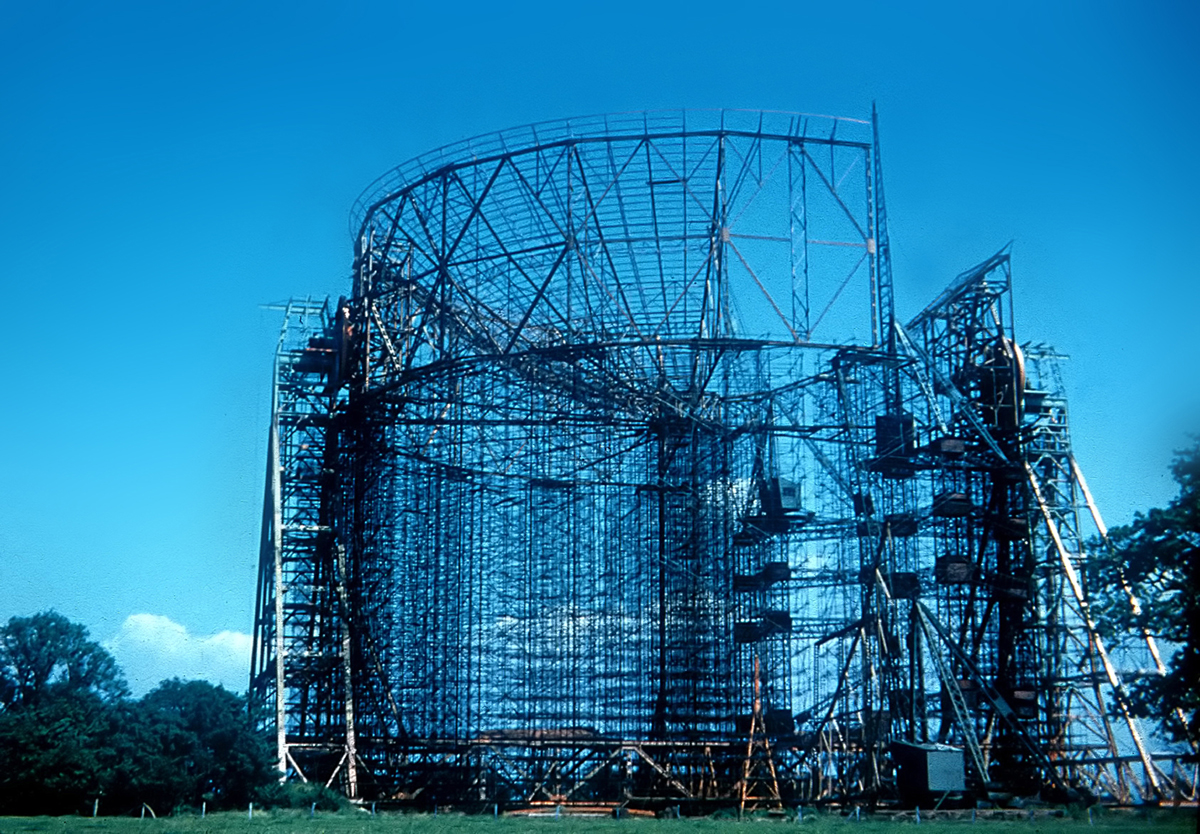
Stavba teleskopu
(zdroj: Jodrell Bank).

Stavba byla zahájena 3. září 1952. Dne 21. května 1953 byly dokončeny masivní základy radioteleskopu, které byly zapuštěny do země do hloubky 27 metrů. Kvůli požadované přesnosti pak trvalo až do poloviny března 1954, než byly dokončeny dvojité koleje. Centrální čep byl na staveniště dodán 11. května 1954 a v polovině dubna byla dokončena stavba celé hlavní konstrukce radioteleskopu.
Parabola radioteleskopu měla mít původně povrch z drátěného pletiva, a byla tak projektována pro pozorování na vlnových délkách mezi jedním a 10 metry, tedy na frekvencích mezi 30 a 300 MHz. Dodatečně byl povrch paraboly změněn na ocelový. Hlavním důvodem této změny bylo to, aby radioteleskop mohl pozorovat také vodíkové čáry 21 centimetrů (spektrální čáry rádiových vln neutrálního mezihvězdného vodíku), které byly objeveny krátce předtím (v roce 1951). Navíc brzy bylo zjištěno, že vodíkové čáry mají pro radioastronomii zásadní význam, protože mohou pronikat velkými oblaky mezihvězdného kosmického prachu, které jsou pro viditelné světlo neprůhledné.
V únoru 1954 Lovell také navštívil ministerstvo letectví, aby zjistil, zda by bylo možné uvolnit finanční prostředky na zlepšení přesnosti antény, aby mohla být používána také na centimetrových vlnových délkách, pro výzkum na těchto vlnových délkách pro ministerstvo letectví i pro „jiné účely“. Ačkoli ministerstvo letectví nakonec finanční prostředky neposkytlo, příprava nového povrchu paraboly již natolik pokročila, že toto vylepšení bylo přesto provedeno.

### První testy zařízení

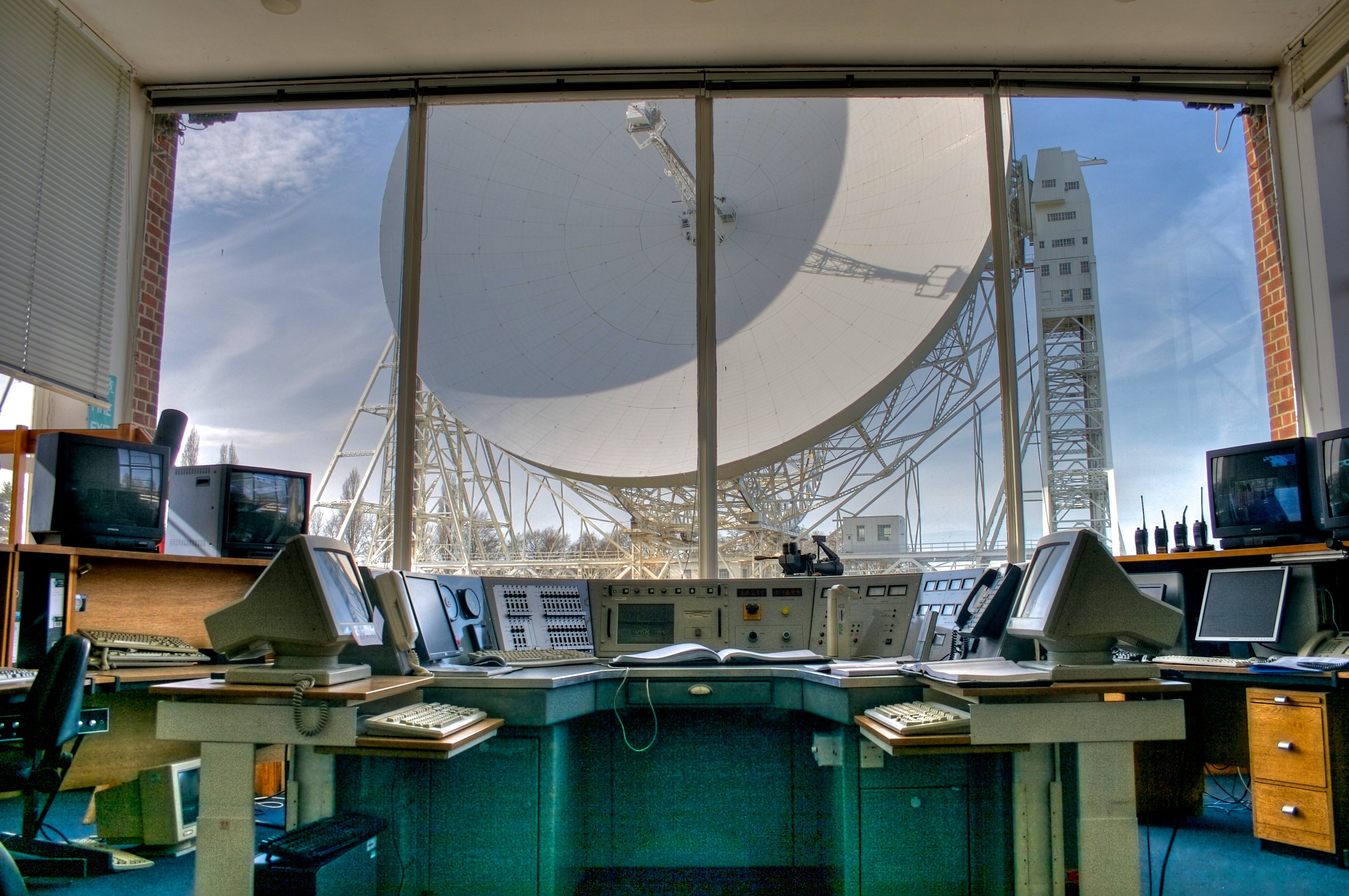
Řídící místnost teleskopu v roce 2009. BBC odsud v letech 2011–2016 také vysílala astronomický pořad Stargazing Live.

Radioteleskop byl konstruován tak, aby bylo možné parabolu zcela obrátit. Původně se počítalo s pohyblivou věží u základny radioteleskopu, která by umožňovala výměnu přijímačů umístěných v ohnisku radioteleskopu. Pohyblivá věž však nikdy nebyla postavena, a to jednak z důvodu omezených finančních prostředků a jednak proto, že velká část přijímacího zařízení byla nakonec umístěna u základny radioteleskopu, nikoliv v ohnisku paraboly.
Místo toho byly přijímače namontovány na 50 stop (15 metrů) dlouhé ocelové trubky, které se pak pomocí navijáku zasouvaly do vrcholu anténní věže, zatímco byla parabola obrácená. Kabely od přijímačů pak vedly po vnitřní straně této trubky, kterou pak bylo možné připojit, když byla parabola nasměrován do zenitu. Související přijímací zařízení pak bylo možné umístit hned na několik míst. Mohla být v malé, výkyvné laboratoři přímo pod povrchem antény nebo v místnostech na vrcholech obou věží nebo na základních nosnících nebo v řídicí budově radioteleskopu.
K prvnímu malému pohybu antény došlo 3. února 1957, větší pohyb azimutálním směrem byl poprvé vyzkoušen 12. června 1957. Větší náklon paraboly byl otestován 20. června 1957. Koncem července byl dokončen povrch antény a první zkušební záznam příjmu rádiového signálu z vesmíru se uskutečnil 2. srpna 1957: radioteleskop provedl driftový sken Mléčné dráhy na frekvenci 160 MHz, přičemž parabola byla v zenitu. Dne 9. října 1957 byl radioteleskop poprvé řízen z řídicí místnosti pomocí nového, speciálně zkonstruovaného analogového počítače.

### Náklady na výstavbu
Při stavbě radioteleskopu došlo k velkému překročení původního rozpočtu, zejména v důsledku prudce rostoucích nákladů na nezbytnou kvalitní ocel během stavby. Původní grant na radioteleskop poskytly společně Nuffieldova nadace a vláda, jeho výše činila 335 000 britských liber. Vláda proto několikrát zvýšila svůj podíl na financování, další peníze pocházely ze soukromých darů.
Poslední zbývající část dluhu z výstavby teleskopu, 50 000 liber, byla splacena lordem Nuffieldem a Nuffieldovou nadací 25. května 1960 (významnou roli v tom sehrálo, že radioteleskop byl krátce po dokončení významně využit při sledování vesmírných sond; viz níže) a observatoř Jodrell Bank byla po určitou dobu přejmenována na Nuffield Radio Astronomy Laboratories. Konečné celkové náklady na teleskop činily 700 000 britských liber.

### Upgrade na Mark IA

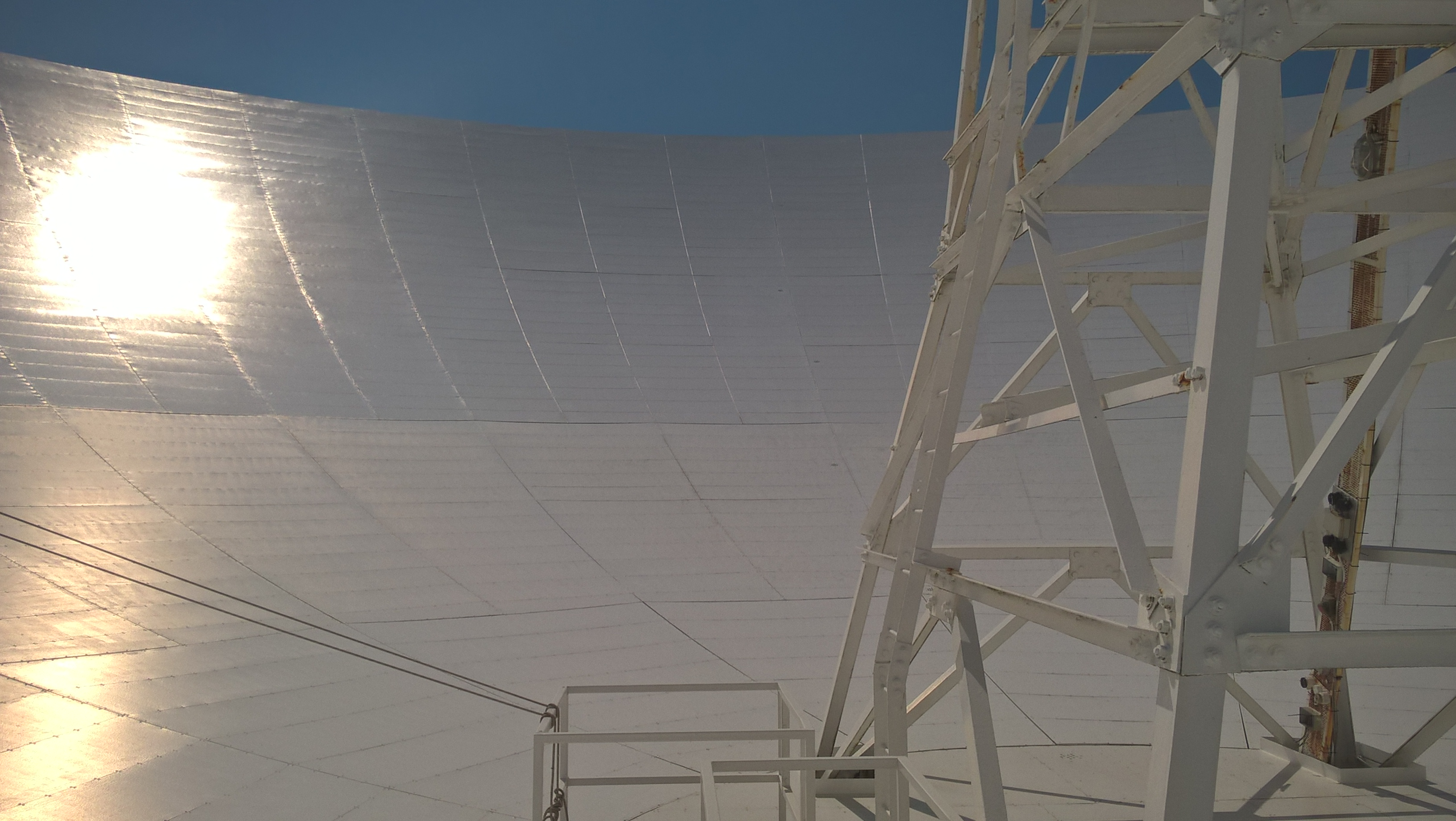
Vnitřní povrch antény (2016). Vpravo část základny věže vedoucí do ohniska paraboly.

Krátce po dokončení radioteleskopu začali Lovell a Husband uvažovat o různých modernizacích, zejména aby parabola měla přesnější povrch a byla řízena digitálním počítačem místo dosavadního analogového. Plány na tuto modernizaci vytvořil Charles Husband a jeho společnost a předložil je Bernardu Lovellovi v dubnu 1964. Plány na modernizaci se staly naléhavějšími, když byly v září 1967 (tedy 10 let po dokončení) objeveny únavové trhliny v systému elevačního pohonu. Ty hrozily zastavením provozu radioteleskopu a kdyby nebyly odstraněny, mohl by systém elevace selhat a možná se i zaseknout.
Radioteleskop byl proto opraven a modernizován na verzi označovanou jako Mark IA. Finanční prostředky ve výši 400 000 britských liber na tento účel byly Science Research Council (SRC) oznámeny 8. července 1968. Modernizace proběhla postupně ve třech fázích, přičemž 1. fáze trvala od září 1968 do února 1969, 2. fáze od září do listopadu 1969 a 3. fáze od srpna 1970 do listopadu 1971 (i když formálně byla dokončena až v roce 1974).
V první fázi byla vybudována nová vnitřní kolejnice, která byla navržena tak, aby unesla třetinu hmotnosti radioteleskopu. V druhé fázi byla znovu položena vnější kolejnice, která v předchozích letech vykazovala různé problémy. Na vnitřní kolejnici přibyly čtyři podvozky a stávající podvozky na vnější koleji byly celkově opraveny. Ve třetí fázi došlo k největším změnám. Byla vybudován nový, přesnější povrch paraboly, což znamenalo, že radioteleskop nyní mohl být používán již na vlnových délkách 6 centimetrů (frekvence 5 GHz). Byla také přidána nová centrální podpěra a opraveny únavové trhliny v kuželech spojujících parabolu s nosnou konstrukcí, která byla také prodloužena a zesílena.
Byl instalován nový počítačový řídicí systém, ve kterém byl znovu využit upgradovaný počítač Ferranti Argus 104 z radioteleskopu Mark II (ten byl prvním teleskopem řízeným digitálním, nikoli analogovým počítačem). Došlo také k tragické nehodě: v lednu 1972 praskl kladkostroj nesoucí dva inženýry k centrální anténě. Jeden z nich utrpěl těžké zranění a druhý zahynul. Modernizace na verzi Mark IA byla formálně ukončena 16. července 1974, kdy byl radioteleskop předán zpět Manchesterské univerzitě. Vzhledem k dalšímu nárůstu ceny oceli v průběhu modernizace činila konečná částka za modernizaci 664 793,07 britských liber.

### Pozdější modernizace a opravy

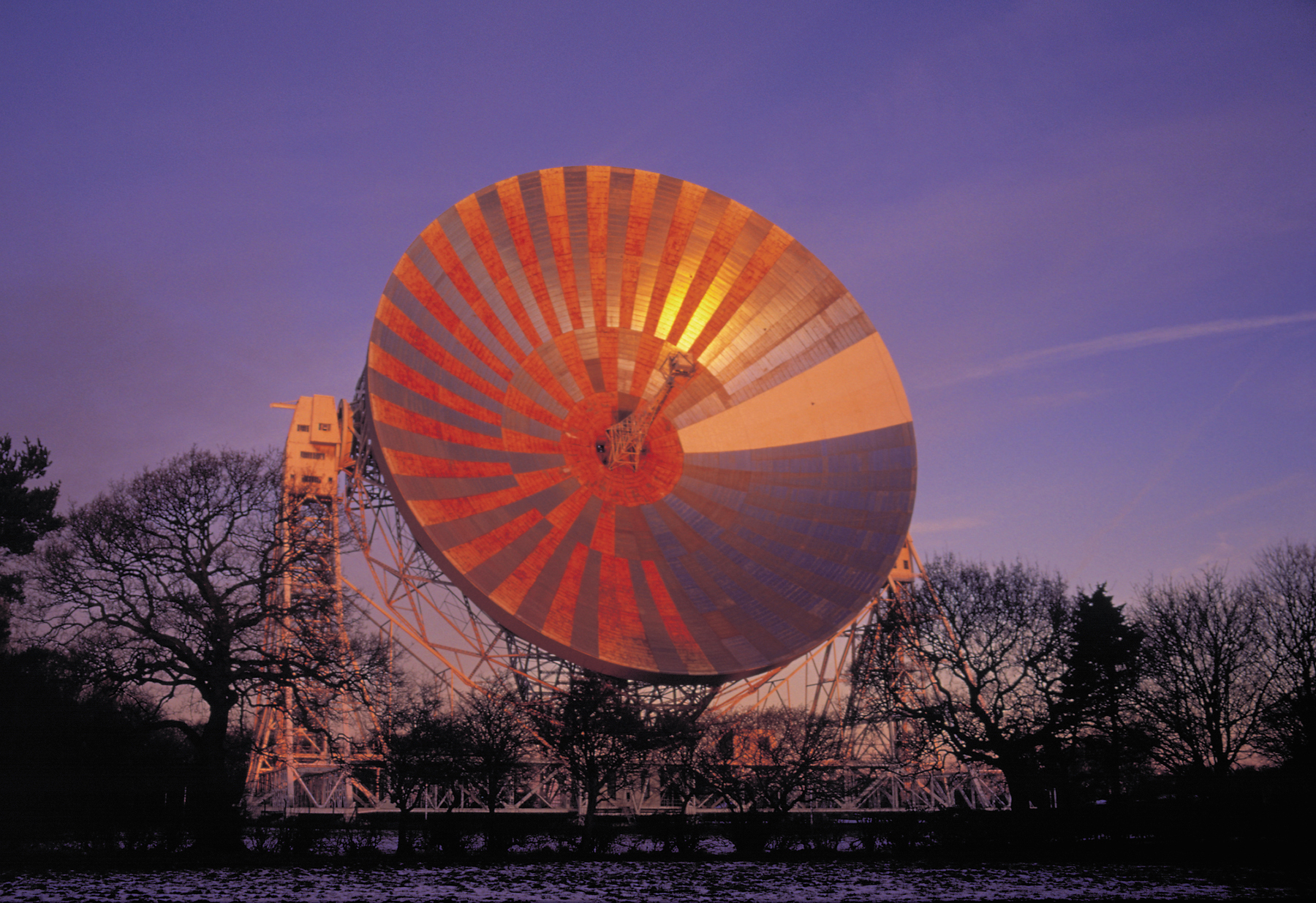
Uprostřed rekonstrukce povrchu antény v roce 2002.

Vichřice z ledna 1976 (známá také jako bouře „Capella“) způsobila obrovské škody v západní i střední Evropě a vyžádala si na 100 obětí. V té době se jednalo o nejsilnější vichřici za celé století nad Britskými ostrovy. Vichřice také vážně poškodila konstrukci radioteleskopu, téměř ji zničila. Obrovský tlak vichřice na velkou plochu antény způsobil, že věže se prohnuly a jedno z ložisek spojujících parabolu s nosnou konstrukcí se zhroutilo. Po nákladné opravě byly přidány další diagonální ztužující nosníky, aby se podobná situace pokud možno neopakovala.
V devadesátých letech 20. století byl povrch radioteleskopu místy již silně zkorodovaný. V letech 2001–2003 byl proto teleskop opatřen nově navrženým povrchem, čímž se současně jeho citlivost na frekvenci 5 GHz zvýšila pětinásobně. Na povrchu byla použita technika holografického profilování, což znamená, že povrch pracuje nejlépe na vlnových délkách okolo 5 centimetrů (ve srovnání s 18 centimetry u starého povrchu). Byl instalován také nový pohonný systém, který zajišťuje mnohem vyšší přesnost nasměrování. Vnější dráha byla nově položena a ohnisková věž byla zesílena, aby unesla těžší přijímače.
V roce 2007 potřeboval radioteleskop nové hnací kolo, protože jedno z původních 64 kol prasklo. V roce 2008 prasklo další ocelové kolo, které bylo nutné rovněž vyměnit. Šlo o jediné dvě výměny hnacích kol, které byly potřebné za celou dobu provozu teleskopu od roku 1957. V areálu hnízdí dva páry volně žijících sokolů stěhovavých, které brání tomu, aby se v okolí přemnožili holubi. Nedochází tak ke znečišťování konstrukce a přístrojů jejich agresivním trusem, ani ovlivňování citlivých přístrojů, což všechno jsou problémy, které trápí některé jiné velké radioteleskopy.
V blízkosti jedné z budov observatoře stojí busta Mikuláše Koperníka, polského matematika a astronoma z období renesance, který jako první formuloval heliocentrický model vesmíru, jehož středem je Slunce, nikoli Země.

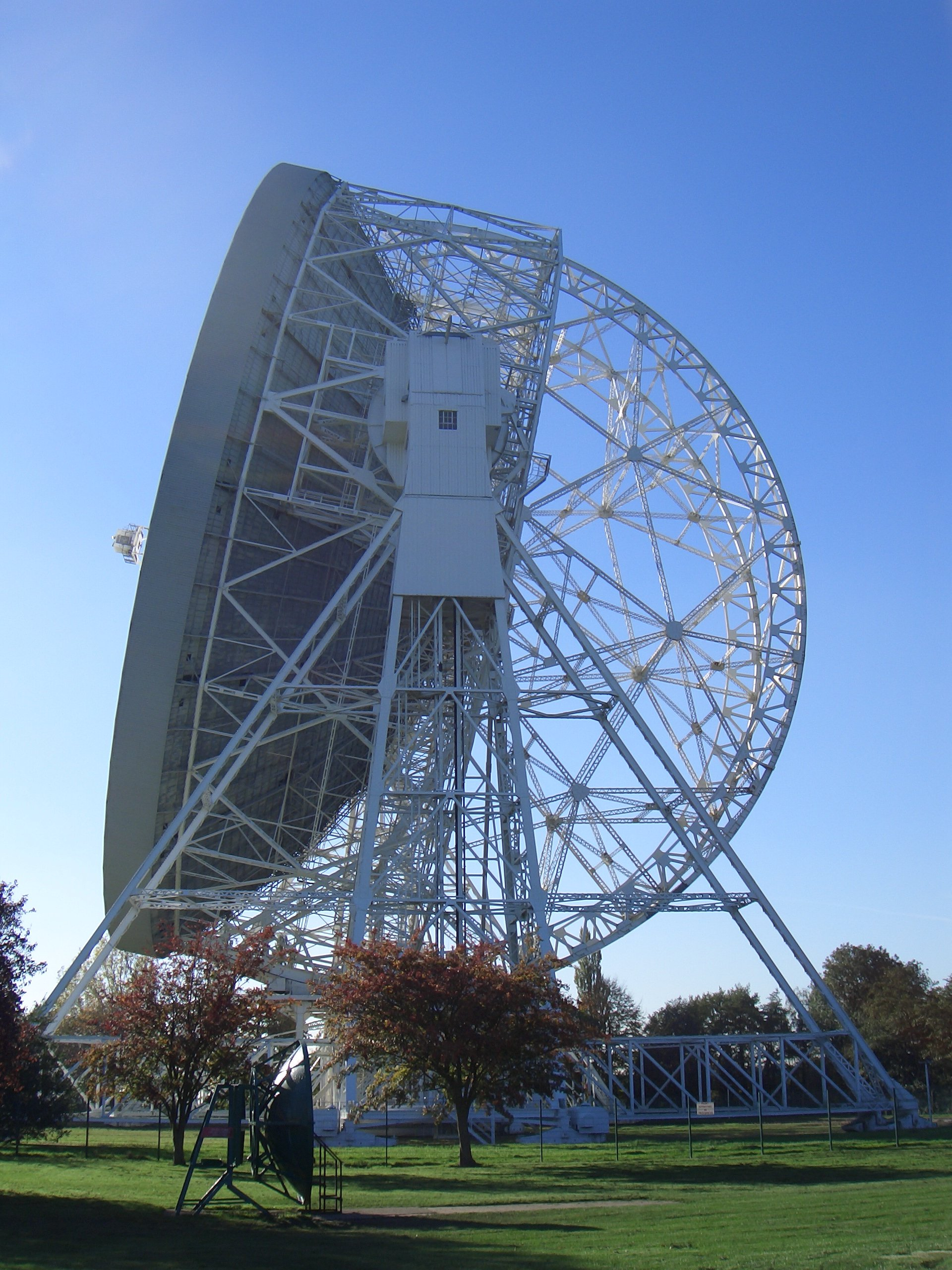
Boční pohled na Lovellův radioteleskop
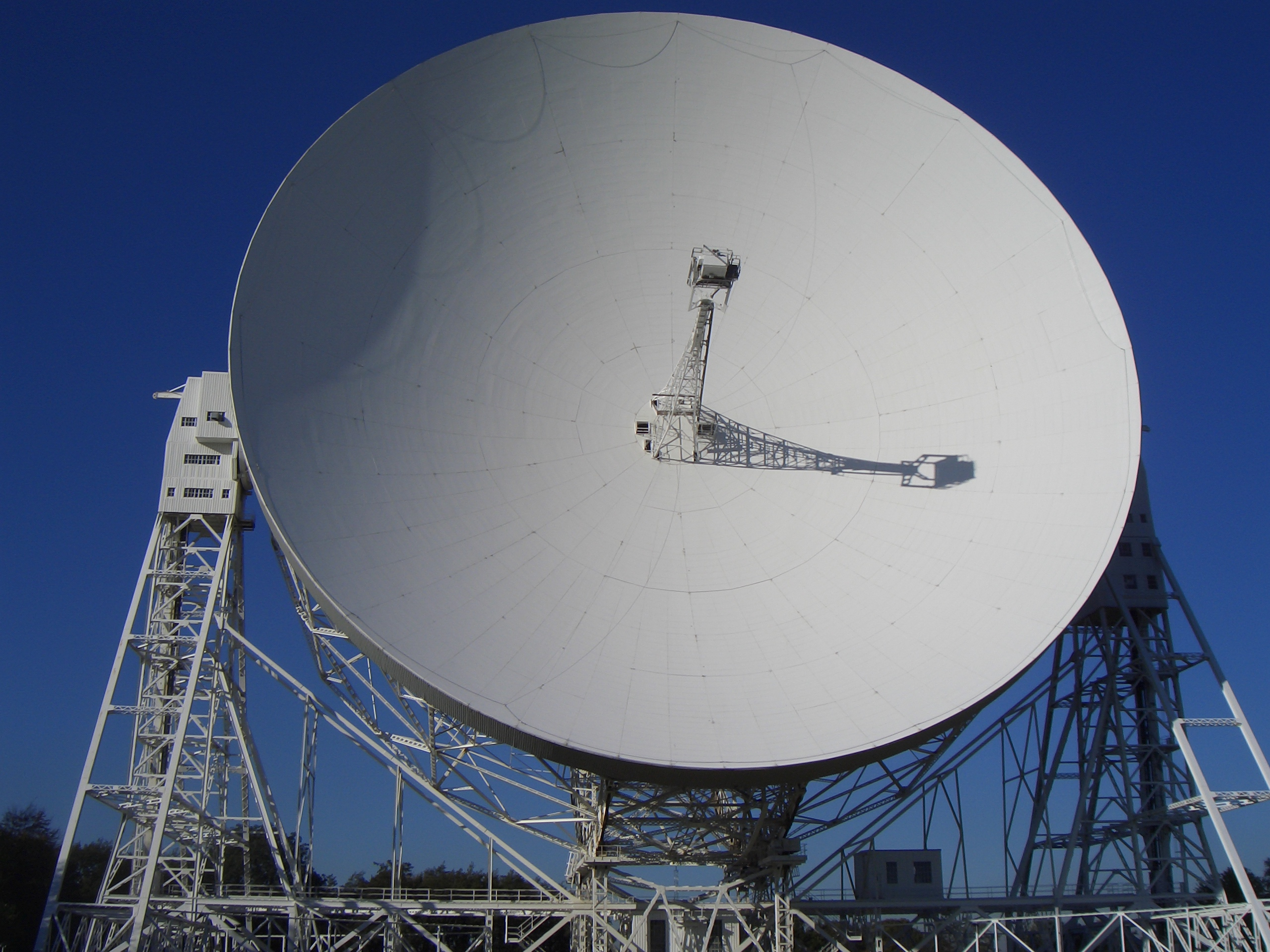
Parabola Lovellova radioteleskopu
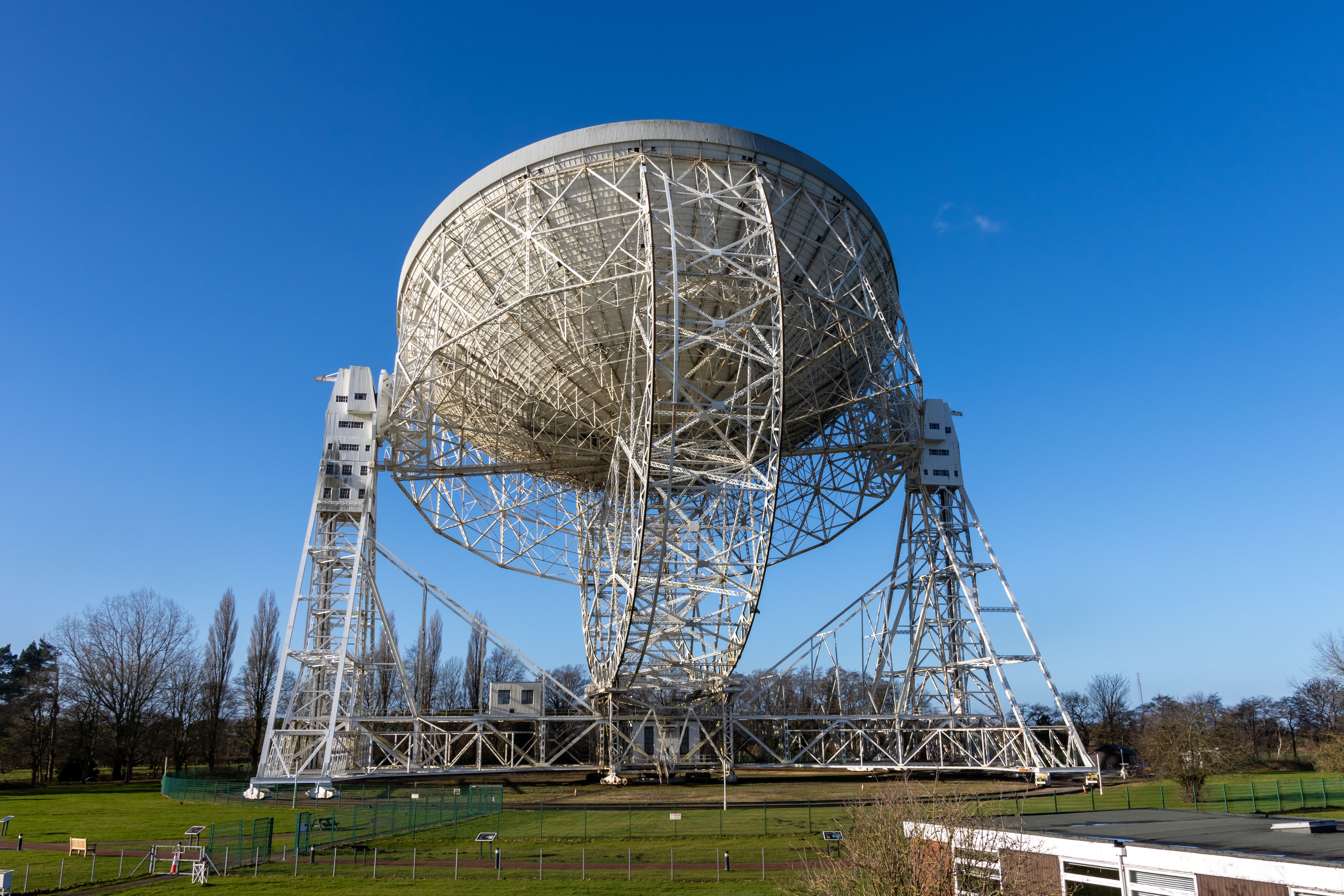
Zadní strana paraboly Lovellova radioteleskopu (2024)
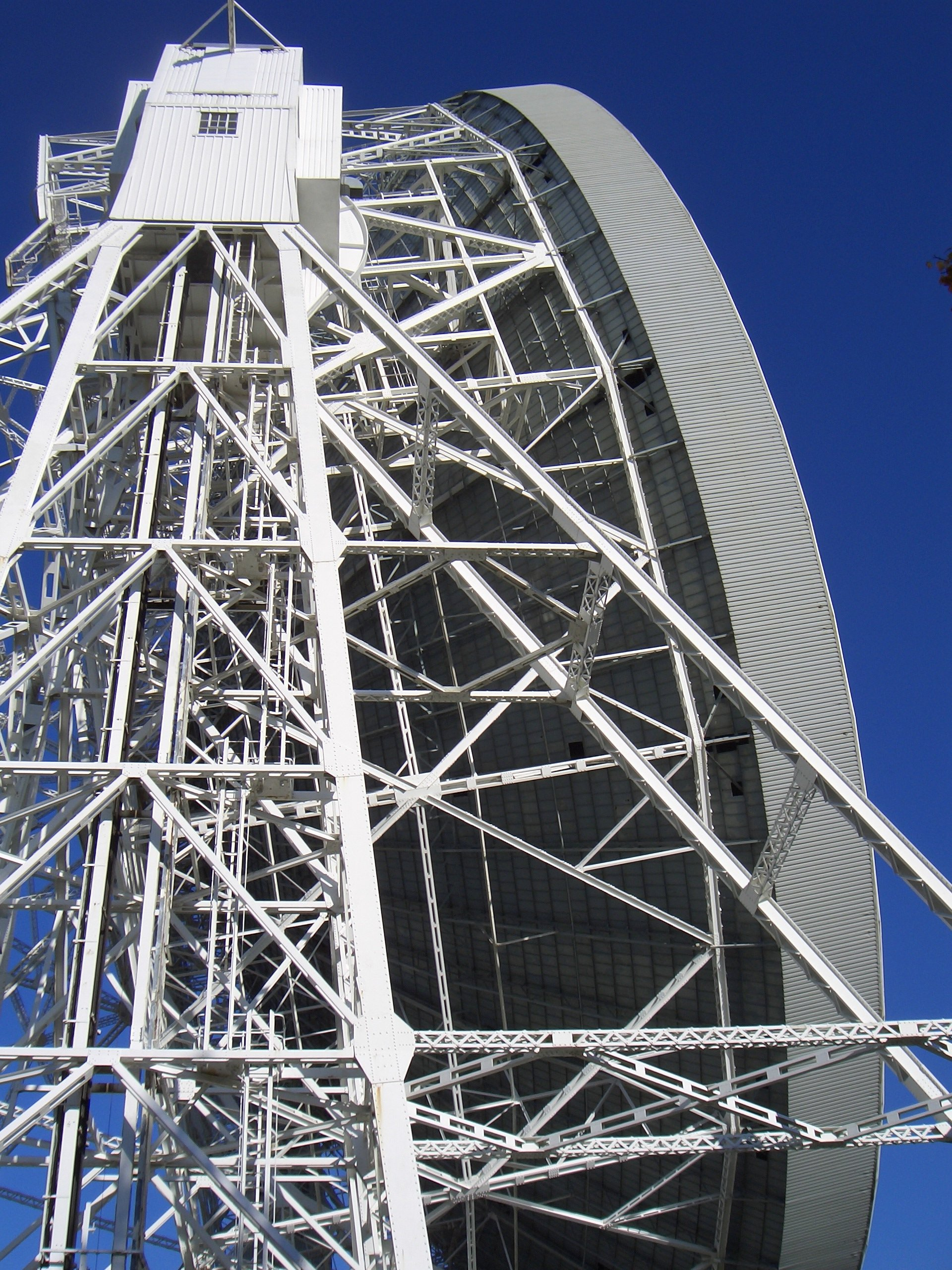
Detail nosná konstrukce radioteleskopu
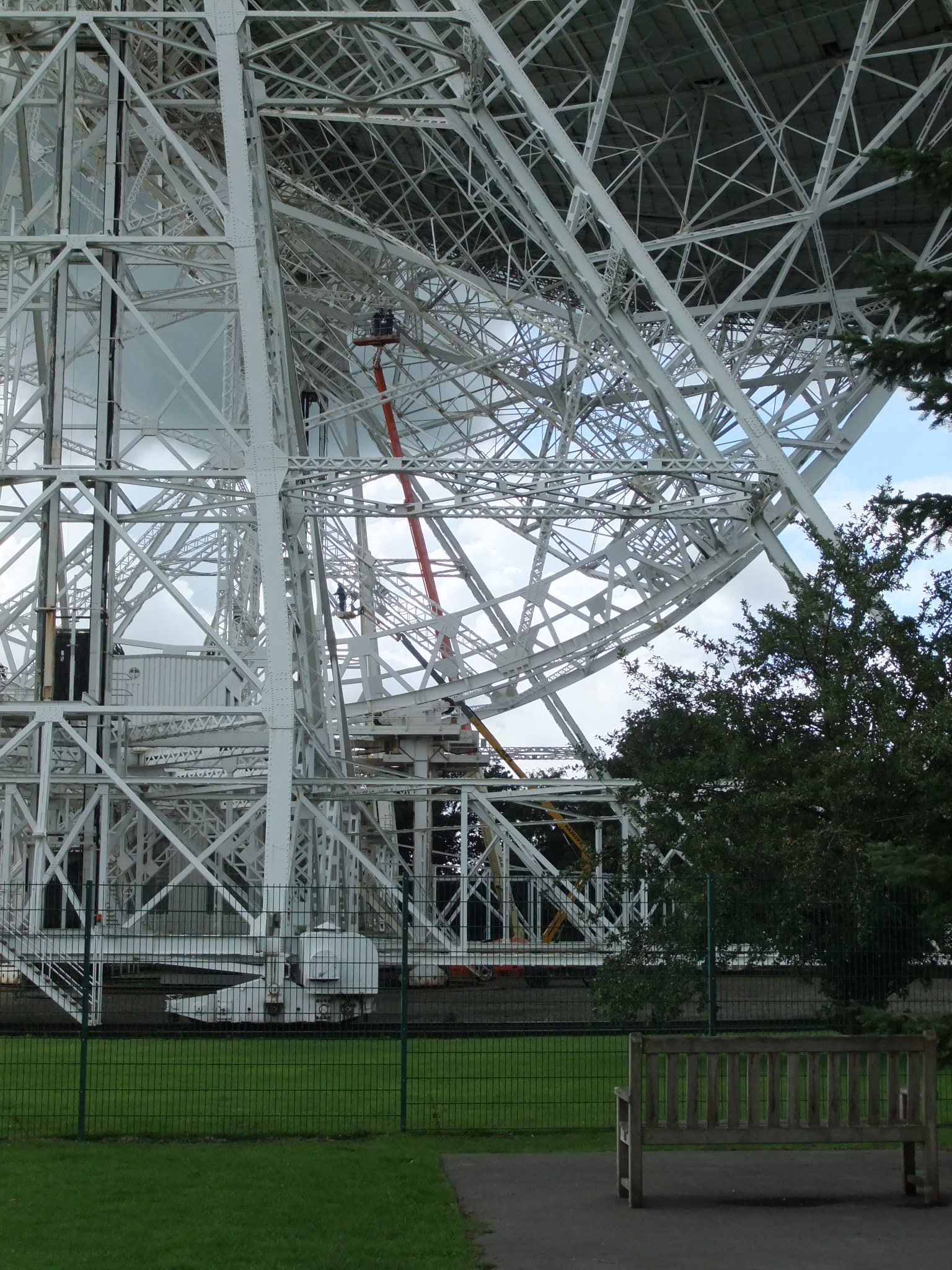
Práce na nosné konstrukci (12. srpna 2010)

## Základní technické údaje
| Celková hmotnost radioteleskopu: | 3200 tun                                                                   |
| Hmotnost paraboly:               | 1500 tun                                                                   |
| Průměr paraboly:                 | 76,2 metru (250 stop)                                                      |
| Celková plocha povrchu paraboly: | 5270 metrů čtverečních                                                     |
| Sběrná plocha paraboly:          | 4560 metrů čtverečních                                                     |
| Výška osy:                       | 50,5 metru                                                                 |
| Maximální výška nad zemí:        | 89 metrů                                                                   |
| Poloměr kolových nosníků:        | 38,5 metru                                                                 |
| Vnější průměr kolejnic:          | 107,5 metru                                                                |
| Výkon azimutálního pohonu:       | dva elektromotory o výkonu 50 hp každý, jeden u paty každé věže            |
| Maximální rychlost posunu:       | 15 úhlových stupňů za minutu v azimutu, 10 úhlových stupňů za minutu zdvih |

## Sledování vesmírných sond

### Sputnik a další družice

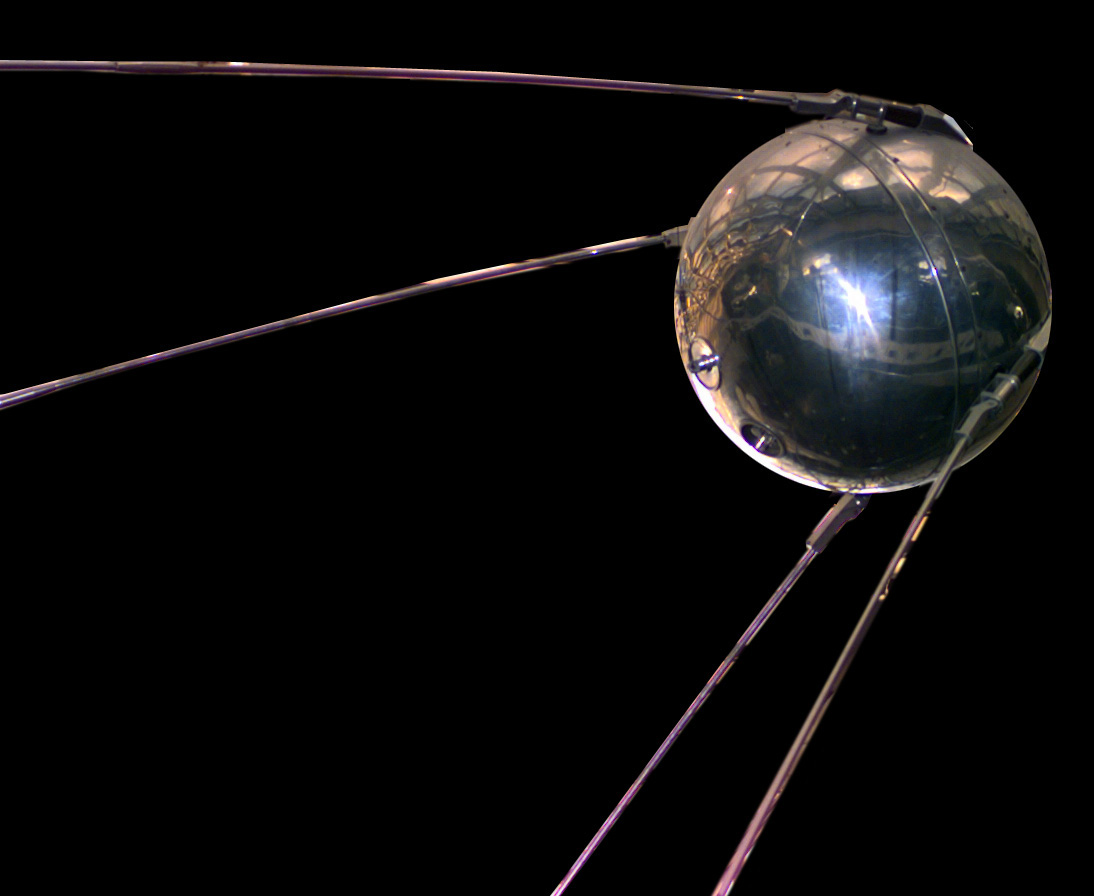
Model družice Sputnik 1, kterou radioteleskop jediný sledoval.

Radioteleskop byl uveden do provozu v létě 1957, ale až v říjnu byla jeho řídící místnost dovybavena na míru zkonstruovaným analogovým počítačem; právě v té době Sovětský svaz překvapivě vypustil Sputnik 1, první umělou družici na světě. Zatímco signál vysílačky Sputniku 1 bylo možné zachytit snadno (i pomocí domácího rádia), sotva dokončený Lovellův teleskop byl jediným radioteleskopem na světě, který dokázal radarem sledovat nosnou raketu Sputniku 1. Poprvé ji lokalizoval těsně před půlnocí 12. října 1957, osm dní po startu družice. Zhruba o měsíc později, 16. listopadu 1957 těsně po půlnoci, také lokalizoval nosnou raketu další sovětské družice Sputnik 2.
Jedinečné schopnosti tehdy největšího radioteleskopu světa byly využity také při prvních pokusech v oblasti družicové komunikace. V únoru a březnu 1963 radioteleskop přenášel signály přes Měsíc a balónovou družici NASA projektu Echo, která se pohybovala ve výšce 750 kilometrů, na observatoř Zimenki v SSSR. Projekt Echo byl prvním experimentem s pasivními komunikačními družicemi. Balónová družice měla povrch kombinující tenké fólie z plastu (mylar) a hliníku, který fungoval jako pasivní odražeč mikrovlnných signálů. Komunikační signály byly vysílány z jednoho místa na Zemi a odrážely se od povrchu družice na jiné místo na Zemi. Některé signály byly také přenášeny z USA do SSSR přímo přes Jodrell Bank.

### Závod oMěsíc

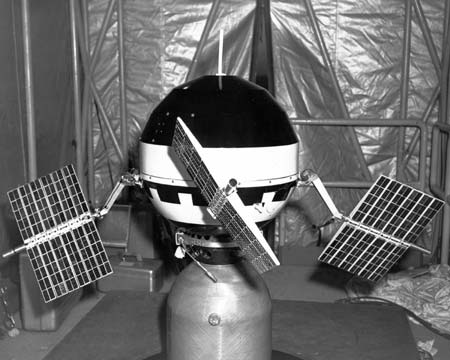
Meziplanetární sondu Pioneer 5 radioteleskop nejen sledoval, ale i řídil.

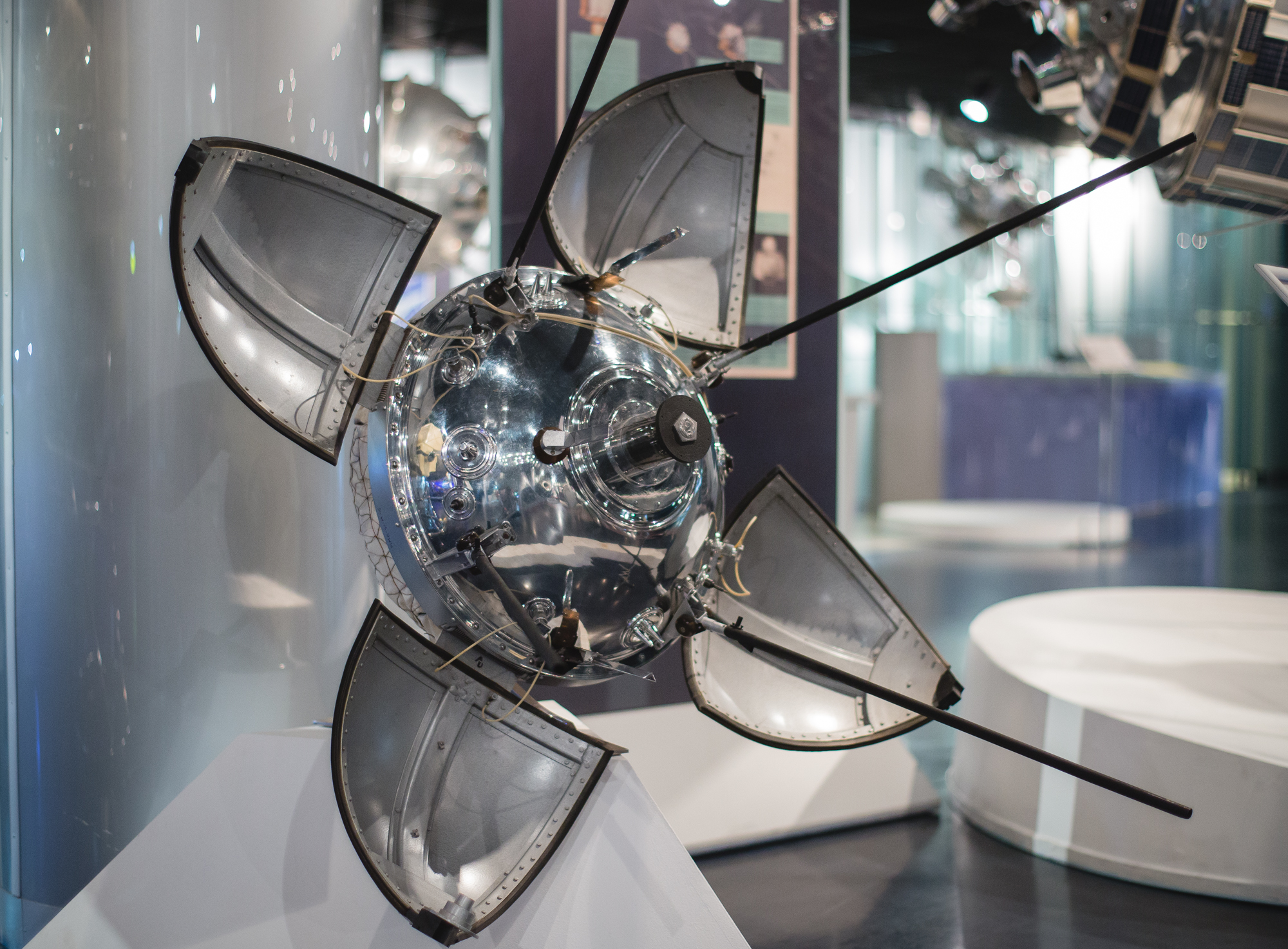
Replika přistávacího modulu Luny 9. Lovellův teleskop zachytil přenos dat, které obsahovaly první fotografie z povrchu Měsíce.

Lovellův teleskop byl na přelomu 50. a 60. let 20. století používán ke sledování amerických i sovětských sond, které mířily k Měsíci. Radioteleskop sledoval družici Pioneer 1 od 11. listopadu do 13. listopadu 1958, družici Pioneer 3 v prosinci 1958 a Pioneer 4 v březnu 1959.
Za zvláštní zmínku stojí družice Pioneer 5, která nemířila k Měsíci, ale měla prozkoumat meziplanetární prostor. Tuto družici radioteleskop od 11. března do 26. června 1960 nejen sledoval, ale také byl použit k vyslání povelů sondě, včetně povelu k oddělení sondy od nosné rakety a povelů k zapnutí výkonnějšího vysílače, když byla sonda vzdálena 13 milionů kilometrů. Přijímal také data ze sondy Pioneer 5 a byl jediným teleskopem na světě, který toho byl v té době schopen. Poslední signál se radioteleskopu podařilo zachytit 26. června 1960, sonda tehdy byla ve vzdálenosti 36,2 milionu kilometrů.
Radioteleskop sledoval také sovětské sondy mířící na Měsíc. Pokus o sledování sondy Luna 1 se nezdařil. Ve dnech 13. září až 14. září 1959 teleskop úspěšně sledoval sondu Luna 2, která tvrdě dopadla na Měsíc (o měkké přistání tehdy ani sovětské, ani americké sondy ještě neusilovaly). Lovellův teleskop prokázal dopad Luny 2 měřením vlivu gravitace Měsíce na sondu. Kolem 4. října 1959 radioteleskop úspěšně sledoval také sondu Luna 3, která jako první získala fotografie odvrácené strany Měsíce.
Radioteleskop také sledoval sovětskou Lunu 9 v únoru 1966, celosvětově první sondu, která měkce přistála na Měsíci. Radioteleskop naslouchal přenosu dat z družice na Zemi, který mimo jiné obsahovaly první fotografie přímo z povrchu Měsíce. Snímky byly zaslány britskému tisku a zveřejněny dříve, než je zveřejnili sám Sovětský svaz (sonda je vysílala, pravděpodobně záměrně, aby zvýšila šance na jejich přijetí, v mezinárodně známém formátu pro přenos snímků).
Radioteleskop rovněž sledoval Lunu 10, sovětskou družici vynesenou na oběžnou dráhu kolem Měsíce v dubnu 1966. Stala se první umělou oběžnicí Měsíce, odkud vysílala data na Zemi skoro dva měsíce, pak se chemické baterie vybily. V září 1968 odstartovala z kosmodromu Bajkonur další sovětská sonda Zond 5, která měla na palubě celou řadu živých organismů, zejména dvě želvy stepní, dále např. octomilky, různé rostliny, semena ad. Sonda obletěla Měsíc a přistála na Zemi, všechny organismy let přežily. Byla to tedy první družice, která nejen úspěšně obletěla Měsíc, ale současně se vrátila na Zemi, navíc ještě s živými tvory.
Sonda „Zond 5“ byla na Jodrell Bank sledována velmi pečlivě (a také přímo Američany), protože NASA měla obavy, že v případě úspěchu Sovětský svaz brzy obletí Měsíc s lidskou posádkou. NASA to přimělo urychlit starty pilotovaných letů Apollo a hlavně výrazně upravit jejich program. V říjnu 1968 odstartovalo Apollo 7 (s výrazně menší nosnou raketou Saturn IB), vůbec první Apollo s posádkou, která na nízké oběžné dráze okolo Země zkoušela velitelský a servisní modul (tedy nikoli lunární modul). Apollo 8 (teprve druhý let s posádkou) měl původně zkoušet všechny moduly, ale také jen okolo Země. Nakonec 21. prosince 1968 odstartovalo „vánoční“ Apollo 8 (již s raketou Saturn V) a 24. prosince úspěšně obletělo Měsíc, přestože samotný lunární modul ještě nebyl dokončen. Při letu mimo jiné pořídilo známé (lze říci ikonické) snímky Země, kde je současně vidět okraj Měsíce, které byly použity v mnoha publikacích (včetně např. obálky československého zeměpisného atlasu pro základní školy).
Lovellův teleskop nesledoval Apollo 11 (které přistálo na Měsíci), protože v červenci 1969 sledoval sovětskou Lunu 15. Ta měla na Měsíci odebrat vzorky, při přistání však došlo k chybě a dopadla příliš rychle. Předtím však odeslala na Zemi desítky relací. Ke sledování Apolla 11 byl však ve stejné době na observatoř Jodrell Bank použit jiný menší radioteleskop o průměru 50 stop (přibližně 15 metrů). Tento menší radioteleskop byl na Jodrell Bank uveden do provozu v roce 1964, ale po nehodě, která ho nevratně poškodila, byl v roce 1982 demontován a nahrazen trochu menším, ale přesnějším radioteleskopem o 12,8 metru (42 stop), který na observatoři funguje dodnes.

### Sondy kVenuši

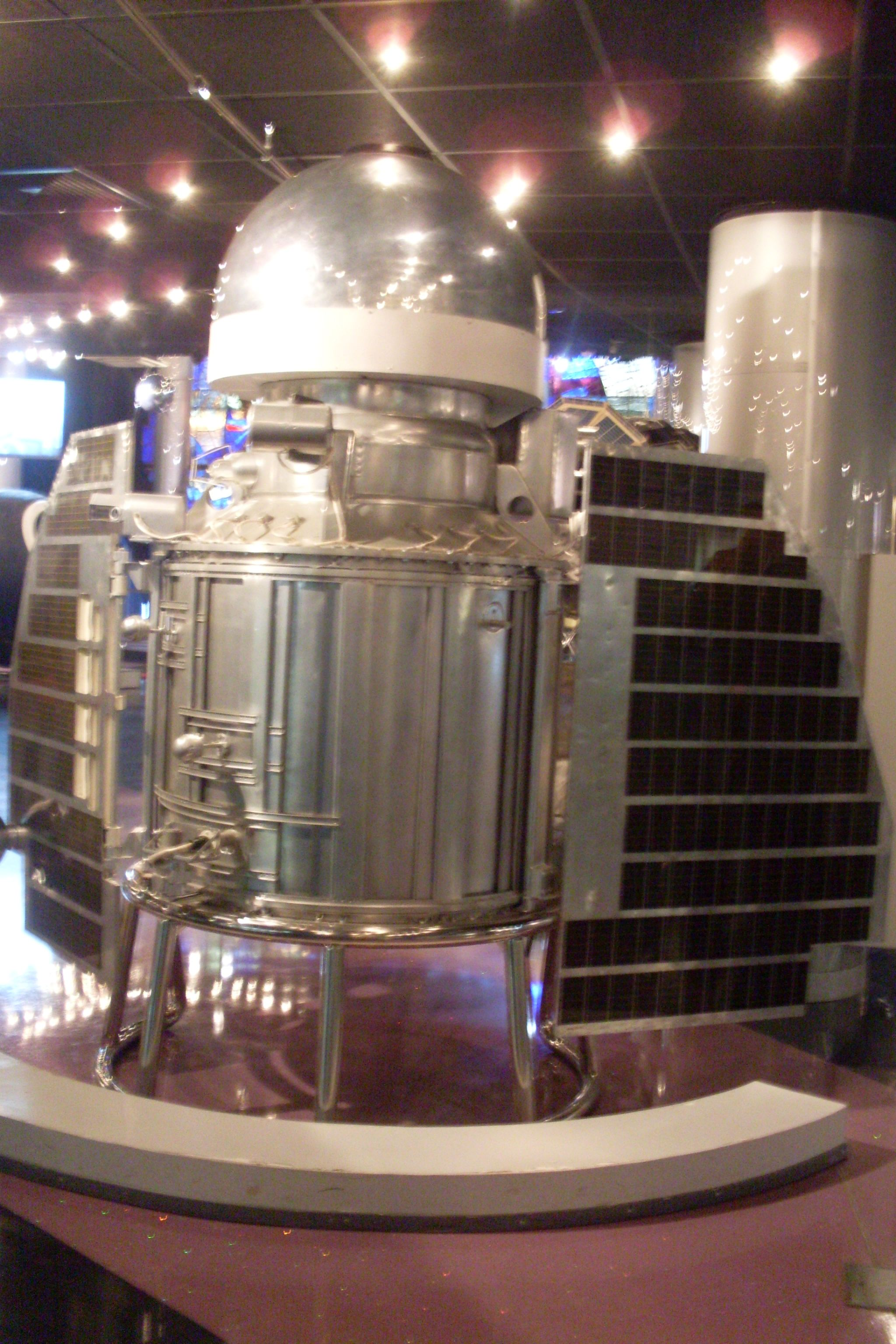
Maketa ztracené sondy Veněra 1, jejíž signál Lovellův teleskop pravděpodobně zachytil.

Lovellův radioteleskop pravděpodobně zachytil signály ze sovětské Veněry 1 na cestě směrem k Venuši, a to ve dnech 19. a 20. května 1961. Původ zachycených signálů se však nepodařilo jednoznačně potvrdit. Veněra 1 byla nejen první sondou k Venuši, ale také vůbec první planetární sondou, kterou lidstvo do vesmíru vyslalo. Zhruba po týdnu letu s ní však Sovětský svaz ztratil spojení. Dle výpočtu dráhy se předpokládá, že nejspíše 20. května 1961 (tedy v době zachycení signálu na observatoři Jodrell Bank) proletěla kolem Venuše.
Zhruba o rok a půl později (v prosinci 1962) Lovellův teleskop sledoval a přijal data ze sondy Mariner 2. Po neúspěchu sondy Mariner 1 (tato sonda byla i s raketou zničena jen asi 5 minut po startu), byl konstrukčně stejný Mariner 2 prvním úspěšným americkým pokusem o průzkum Venuše. Dne 14. prosince 1962 proletěla kolem Venuše a vyslala cenné a současně velmi překvapivé základní údaje o planetě (tlak i teplota mnohem vyšší než se očekávalo). Byla tak vyvrácena iluze o Venuši jako planetě podobné Zemi.
Sondy Veněra 2 a Veněra 3 Lovellův radioteleskop pravděpodobně nesledoval. Dne 18. října 1967 však radioteleskop přijal signály ze sovětské sondy Veněra 4, a sledoval ji (Veněra 4 později jako první provedla podrobnější analýzu atmosféry jiné planety, při klesání se odmlčela až zhruba 25 km nad povrchem, kdy pravděpodobně byla rozdrcena enormním tlakem atmosféry Venuše).

### Sondy kMarsu

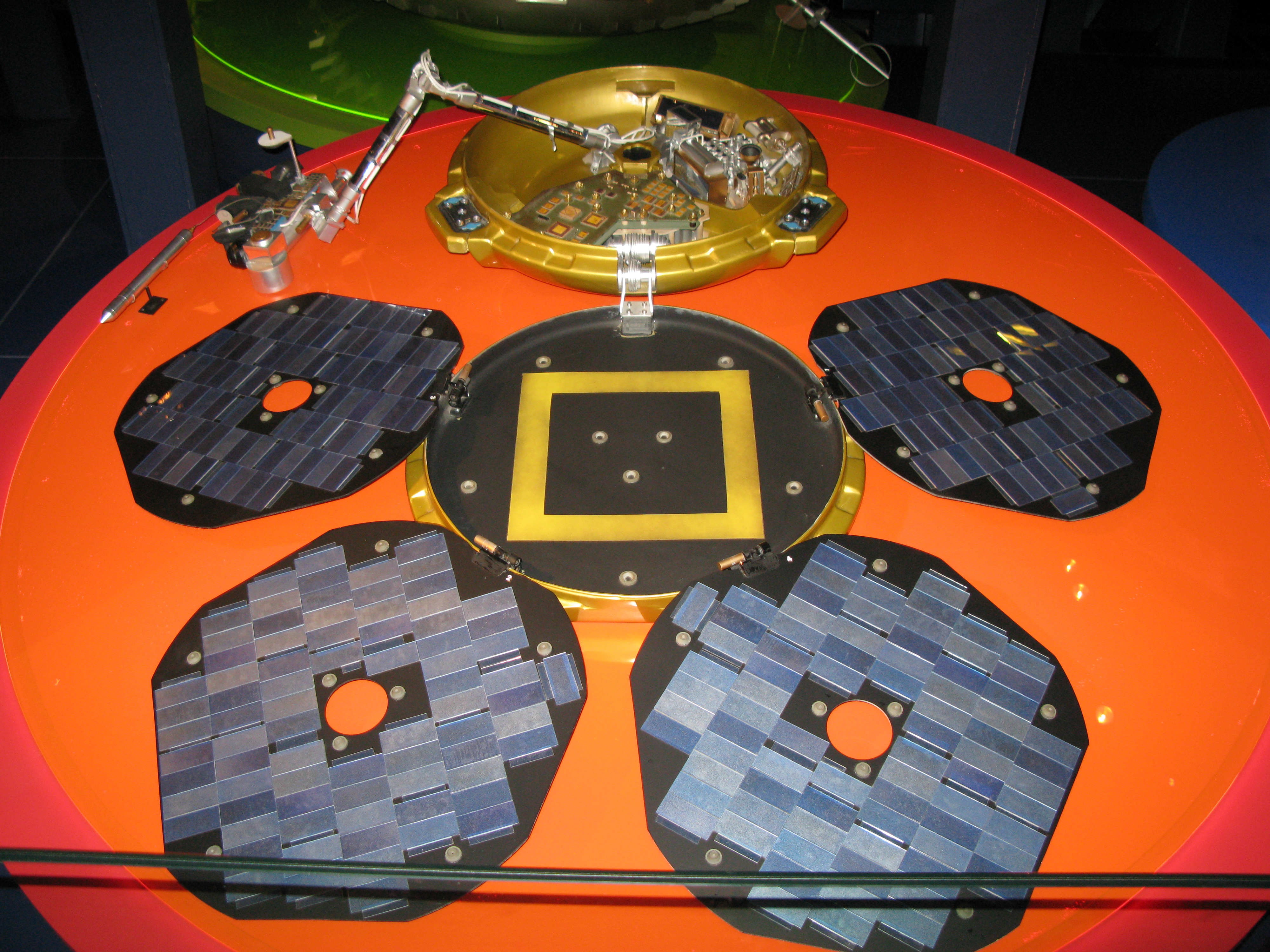
Britský přistávací modul Beagle 2 evropské družice Mars Express sice na Marsu přistál, ale ani Lovellův teleskop s ním nedokázal navázat spojení.

Lovellův teleskop sledoval sondu Mars 1, které odstartovala 1. listopadu 1962, ale v březnu 1963 s ní bylo ztraceno spojení (podle výpočtů sonda prolétla v červnu poměrně blízko Marsu). Sesterské sondy Mars 2 a Mars 3 odstartovaly v květnu 1971 a obě radioteleskop sledoval, přestože tehdy probíhala jeho modernizace na Mark IA.
V pozdějších letech radioteleskop také pátral po několika ztracených sondách k Marsu, včetně sondy NASA Mars Observer v roce 1993 (spojení s ní bylo ztraceno tři dny před vstupem na oběžnou dráhu Marsu), Mars Polar Lander v roce 2000 (se sondou bylo spojení ztraceno poté, co vstoupila do atmosféry Marsu) a přistávacího modulu Beagle 2 v roce 2003 (šlo o britský přistávací modul, mateřská družice Mars Express byla první planetární sondou organizace ESA).
Žádnou ze ztracených sond se však nepodařilo najít. V případě britského Beagle 2 osud přistávacího modulu zůstával dlouho záhadou. Až v roce 2015 se podařilo zjistit na základě snímků o vysokém rozlišení, které pořídila kamera HiRISE ze sondy NASA Mars Reconnaissance Orbiter, že přistávací modul úspěšně dosáhl povrchu Marsu, ale dva ze čtyř solárních panelů se vůbec nerozložily. Modul tak nejen neměl dostatek energie, ale nerozložené panely navíc zcela blokovaly anténu, takže ani nejcitlivější radioteleskopy s ní nedokázaly navázat spojení.

### Hlídací pes ICBM

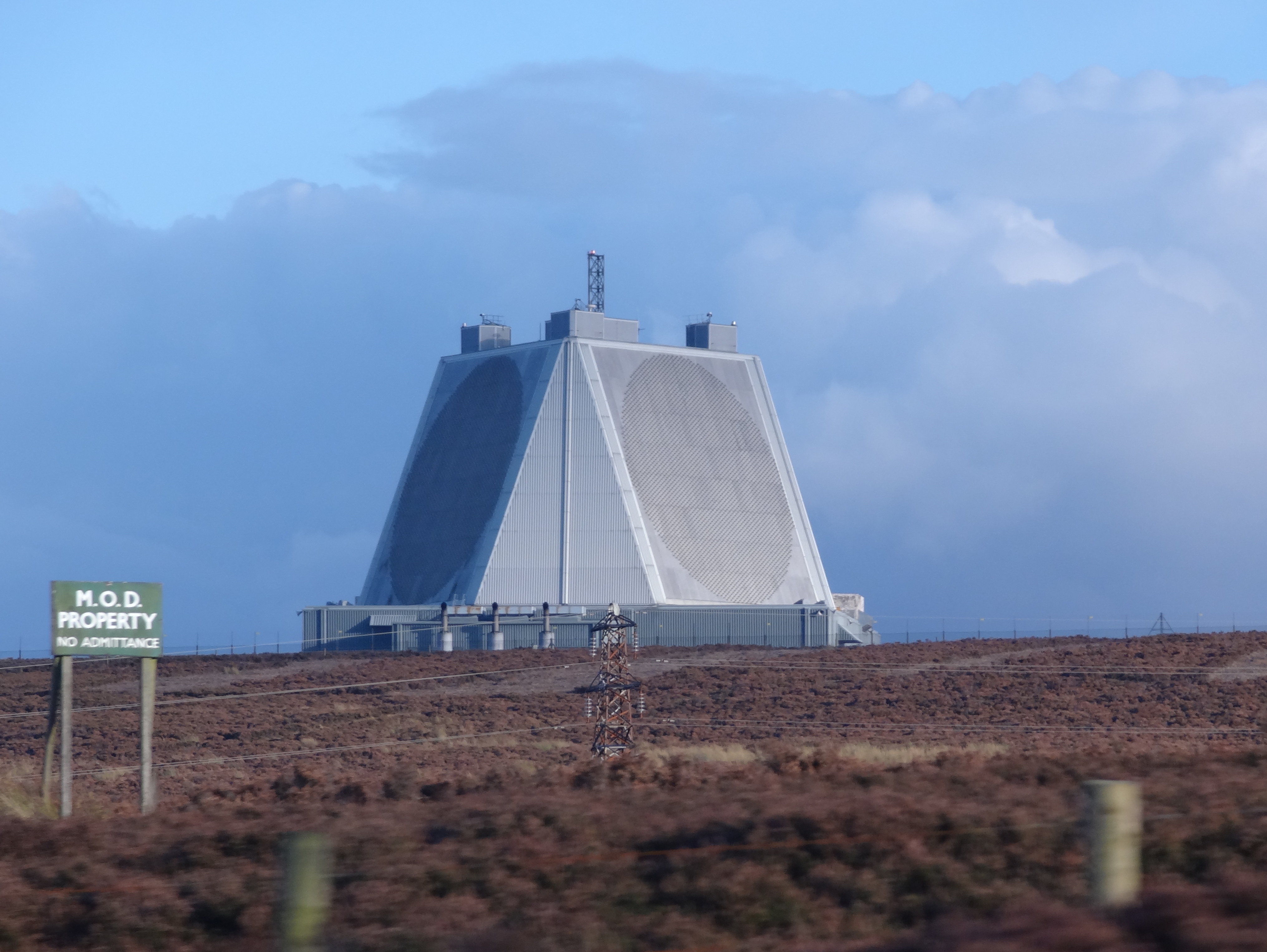
Do výstavby tohoto radaru na RAF Fylingdales sledoval Lovellův teleskop také balistické rakety.

Než byl na britské letecké základně RAF Fylingdales na severovýchodě hrabství Yorkshire vybudován stálý radarový systém časného varování (Ballistic Missile Early Warning System, viz obrázek) před mezikontinentálním balistickými raketami (anglicky ICBM), byl Lovellův radioteleskop mezi dubnem 1962 a zářím 1963 provizorně používán pro „Projekt Verify“ (známý také pod krycími jmény „Lothario“ nebo „Changlin“).
Během strategických poplachů mohl být k radioteleskopu připojen „pulzní vysílač, přijímač a zobrazovací zařízení“. Toto vybavení skenovalo známá sovětská odpalovací stanoviště a hledalo náznaky odpálení mezikontinentálních balistických raket (ICBM) nebo raket středního doletu (IRBM). Během Kubánské krize (kdy panovaly největší obavy) byl radioteleskop v říjnu 1962 diskrétně natočen směrem k železné oponě, aby mohl s předstihem několik minut vydat varování při případném odpálení sovětských balistických raket.

## Astronomická pozorování

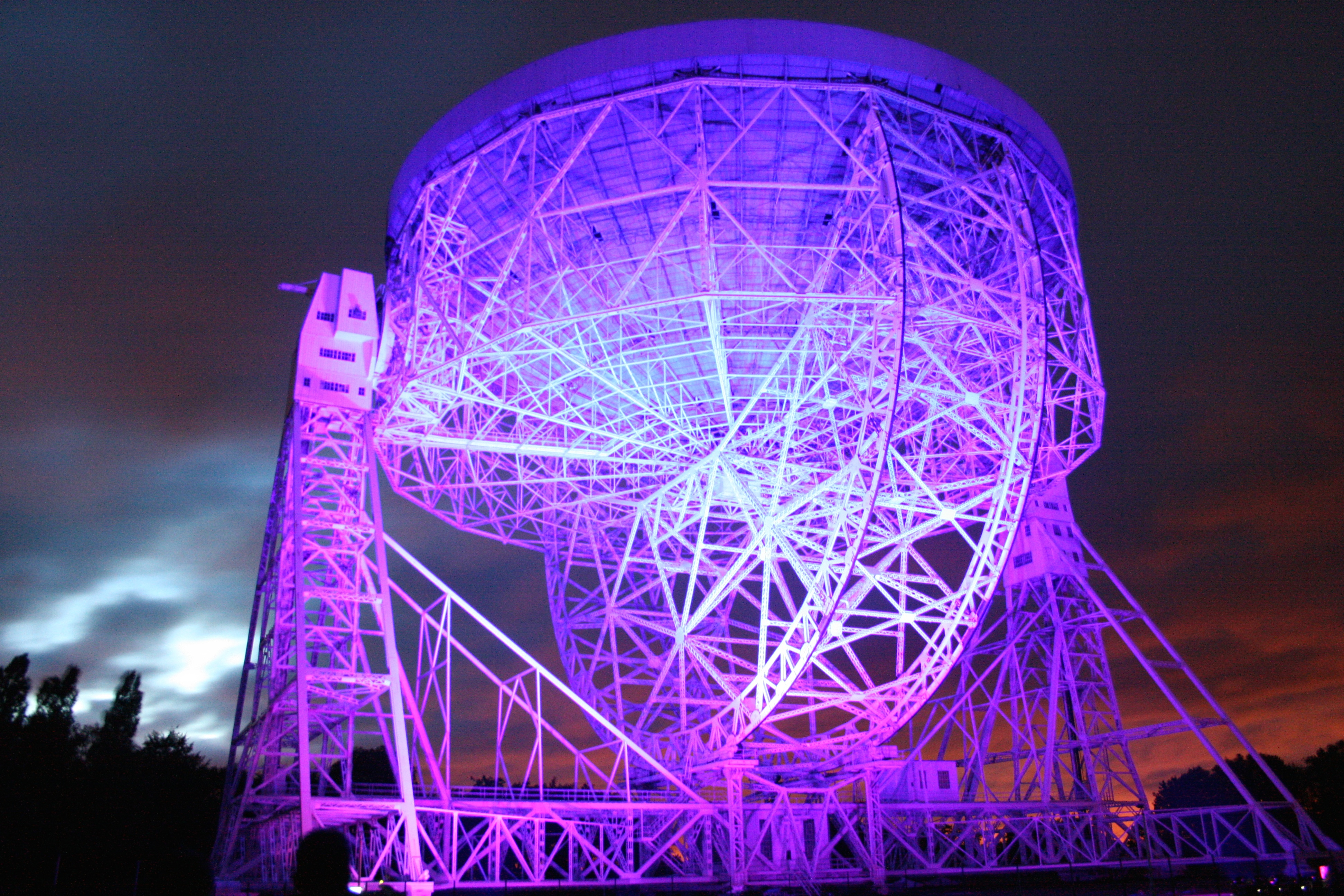

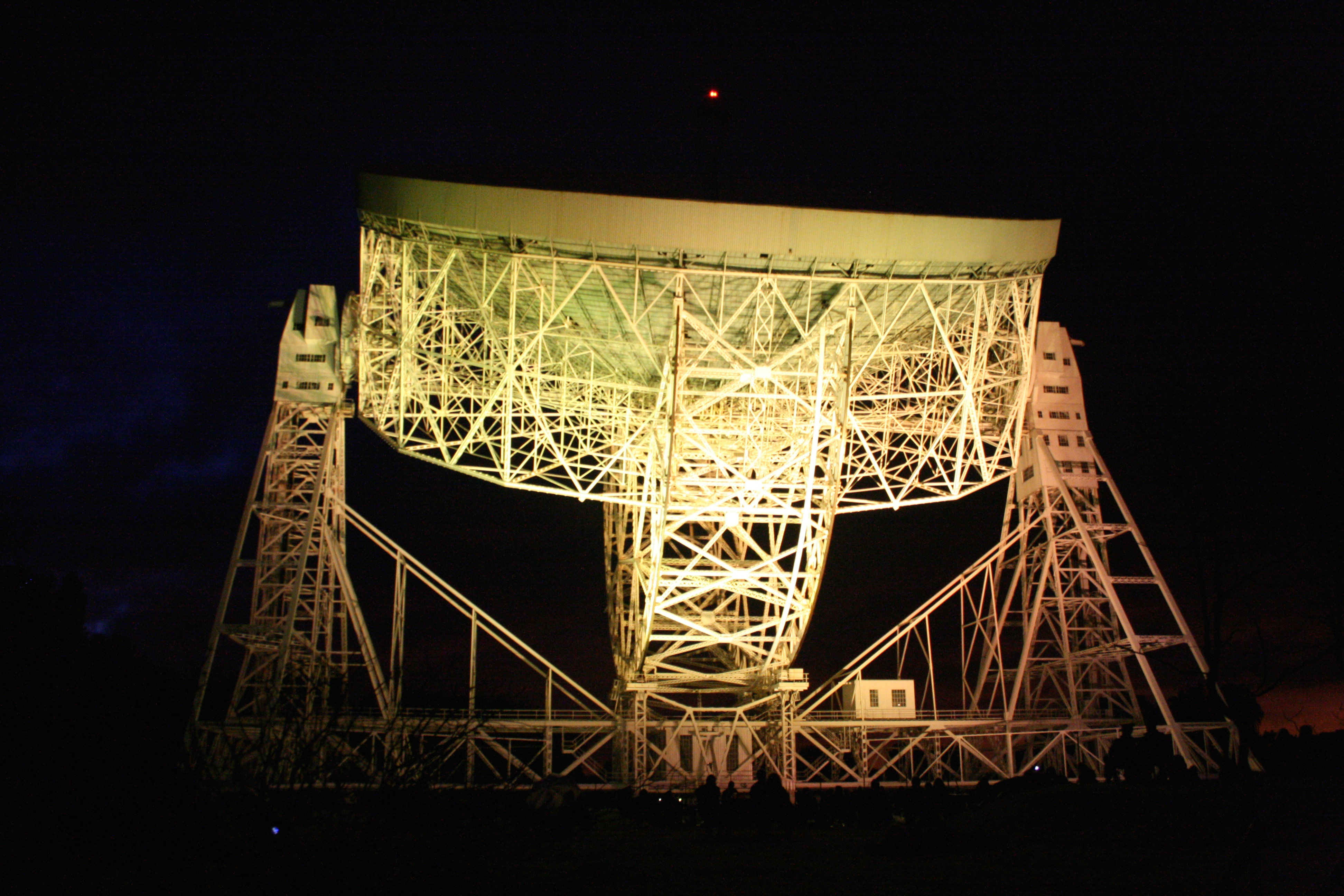
Radioteleskop v noci: slavnostní nasvícení při 50. výročí uvedení do provozu (2007).

Původně víceméně neplánovaná pozorování kosmických družic sice byla zejména v počátcích kosmonautiky velmi významná a mnohdy nenahraditelná, protože v té době na celém světě neexistoval žádný srovnatelný radioteleskop, ale i tak sledování kosmických sond zabíralo jen zlomek pozorovacího času. Již při návrhu radioteleskopu byla stanovena řada cílů pro astronomická pozorování, které byly vedle technické specifikace také uvedeny v tzv. Blue Book. Později byly přidávány i nové cíle, tak, jak přibývaly nové astronomické objevy a poznatky. Mezi původní cíle patřilo :
- průzkum galaktického a extragalaktického rádiového záření,
- pozorování Slunce,
- radarové ozvěny z Měsíce a planet,
- zkoumání detekce meteorů,
- pozorování a zkoumání protisvitu (Gegenschein),
- studium polární záře,
- detekce rádiových odrazů ionizace v atmosféře (která je důsledkem kosmického záření).

### Sluneční soustava
Na podzim 1958 byl radioteleskop poprvé použit k příjmu odražených radiových vln od Měsíce pro demonstraci v rámci Lovellovy třetí přednášky. Radioteleskop byl také použit k příjmu zpráv odražených od Měsíce („moon bounce“) v rámci festivalu k 50. výročí First Move. V dubnu 1961 bylo dosaženo radarové ozvěny od Venuše, když se planeta nacházela v těsném přiblížení, což potvrdilo měření vzdálenosti planety provedená americkými radioteleskopy.

### Vodíková čára 21 cm
Během výstavby radioteleskopu byla jeho konstrukce upravena (změněn materiál povrchu paraboly), aby mohl přijímat signál i na vlnových délkách kratší než jeden metr, zejména právě vodíkové čáry 21 cm, které byly objeveny krátce předtím. Díky tomu lze pozorovat vodíková mračna jak v galaxii Mléčné dráhy, tak v jiných galaxiích. Lovellův radioteleskop objevil např. velké mračno v okolí galaxií Messier 81 a Messier 82. Zda se tato mračna pohybují směrem k nám nebo od nás, lze určit podle toho, zda nastává červený posuv nebo modrý posuv, a podle jeho velikost lze určit i rychlost pohybu vůči pozorovateli. Těmito pozorováními získáváme náhled do vnitřní dynamiky galaxií a mohou také měřit rychlosti rozpínání vesmíru.

### Astrofyzikální maser
V roce 1963 teleskop objevil emisní čáry molekul OH z hvězdotvorných oblastí a obřích hvězd. Jednalo se o první pozorované astrofyzikální masery. Tyto masery vyzařují na čtyřech frekvencích kolem 18 centimetrů, které jsou na radioteleskopu snadno pozorovatelné. V rámci projektu MERLIN je radioteleskop pravidelně využíván k vytváření map maserových oblastí.

### Pulsary

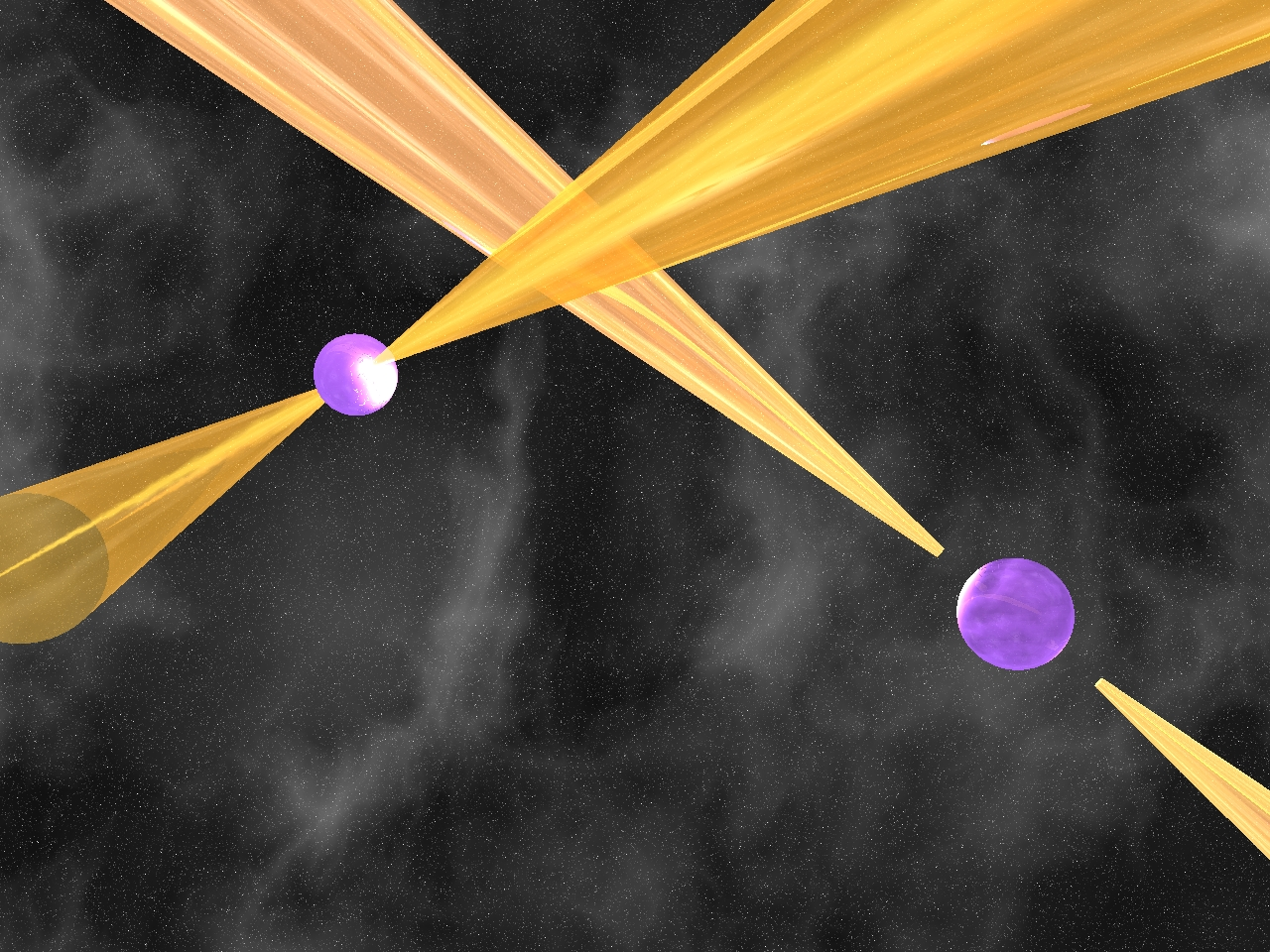
Dvojitý pulsar podle představ ilustrátora: PSR J0737-3039.

V roce 1968 radioteleskop pozoroval souřadnice nedávno objeveného pulsaru, potvrdil jeho existenci a zkoumal míru rozptylu a také poprvé zjistil polarizaci záření pulsaru. Tím byl zahájeny rozsáhlé výzkumy pulsarů na observatoři Jodrell Bank, která stále pokračuje. Během prvních 30 let od objevu pulsaru bylo objeveno více než 100 nových pulsarů, z toho přibližně 2/3 z celkového počtu bylo objeveno zde (pomocí Lovellova teleskopu a dalších radioteleskopů). V posledních letech je pravidelně pozorováno kolem 300 pulsarů buď pomocí Lovellova teleskopu nebo sousedního radioteleskopu o průměru 42 stop (13 metrů).
Radioteleskop se podílel na objevu milisekundových pulsarů a v roce 1986 také objevil první pulsar v kulové hvězdokupě: milisekundový pulsar v kulové hvězdokupě Messier 28. V září 2006 byly oznámeny výsledky tříletého pozorování dvojitého pulzaru PSR J0737-3039 na kterém se podílely vedle Lovellova radioteleskopu také observatoř Parkes v Austrálii a Green Bank v USA. Jedná se o nejpřísnější test obecné teorie relativity, jaký byl kdy proveden v přítomnosti velmi silných gravitačních polí (silnější mají pouze černé díry, které je ale mnohem obtížnější pozorovat). Výsledky potvrdily, že obecná teorie relativity je přesná nejméně na 99,95 procent.

### Gravitační čočky

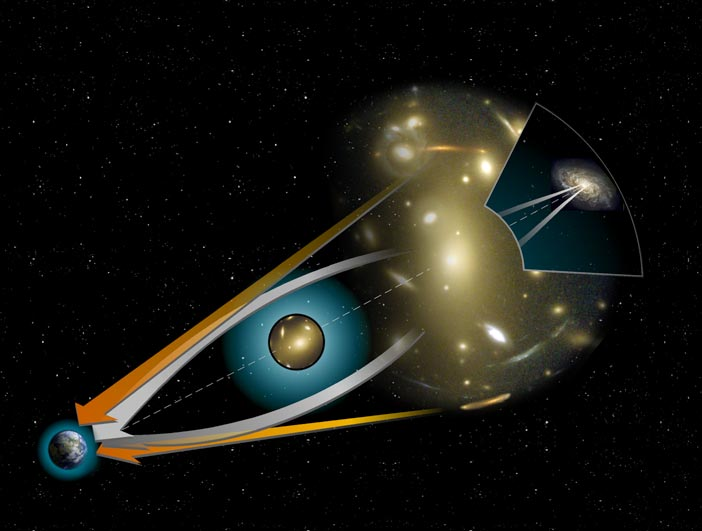
Ilustrace principu gravitační čočky.

V letech 1972–1973 byl radioteleskop používán k „podrobnému průzkumu rádiových zdrojů v omezené oblasti oblohy ... až na hranici citlivosti přístroje“. Mezi katalogizovanými objekty byla také první gravitační čočka, která pak byla v roce 1979 potvrzena opticky poté, co byla její poloha zjištěna shodně s dvojicí slabých modrých hvězd pomocí přístroje Mark I jako interferometru s přístrojem Mark II. Radioteleskop se také podílel na detekci prvního Einsteinova prstence v roce 1998, a to společně s pozorováními provedenými Hubbleovým vesmírným dalekohledem.

### Kvazary a interferometrie
Počáteční výzkumy povahy a velikosti kvazarů podnítily v 50. letech 20. století vývoj interferometrických technik v astronomii. Lovellův teleskop měl výhodu díky své velké sběrné ploše, což znamenalo, že mohl relativně rychle provádět interferometrická měření s vysokou citlivostí. Díky tomu se tento radioteleskop významně podílel na objevech kvazarů. Technika interferometrie se na observatoři Jodrell Bank začala používat dokonce ještě před dokončením Lovellova teleskopu, kdy se k určování velikosti rádiově hlučných mlhovin používal Transit teleskop s širokoúhlou soustavou o ploše 35 metrů čtverečních.

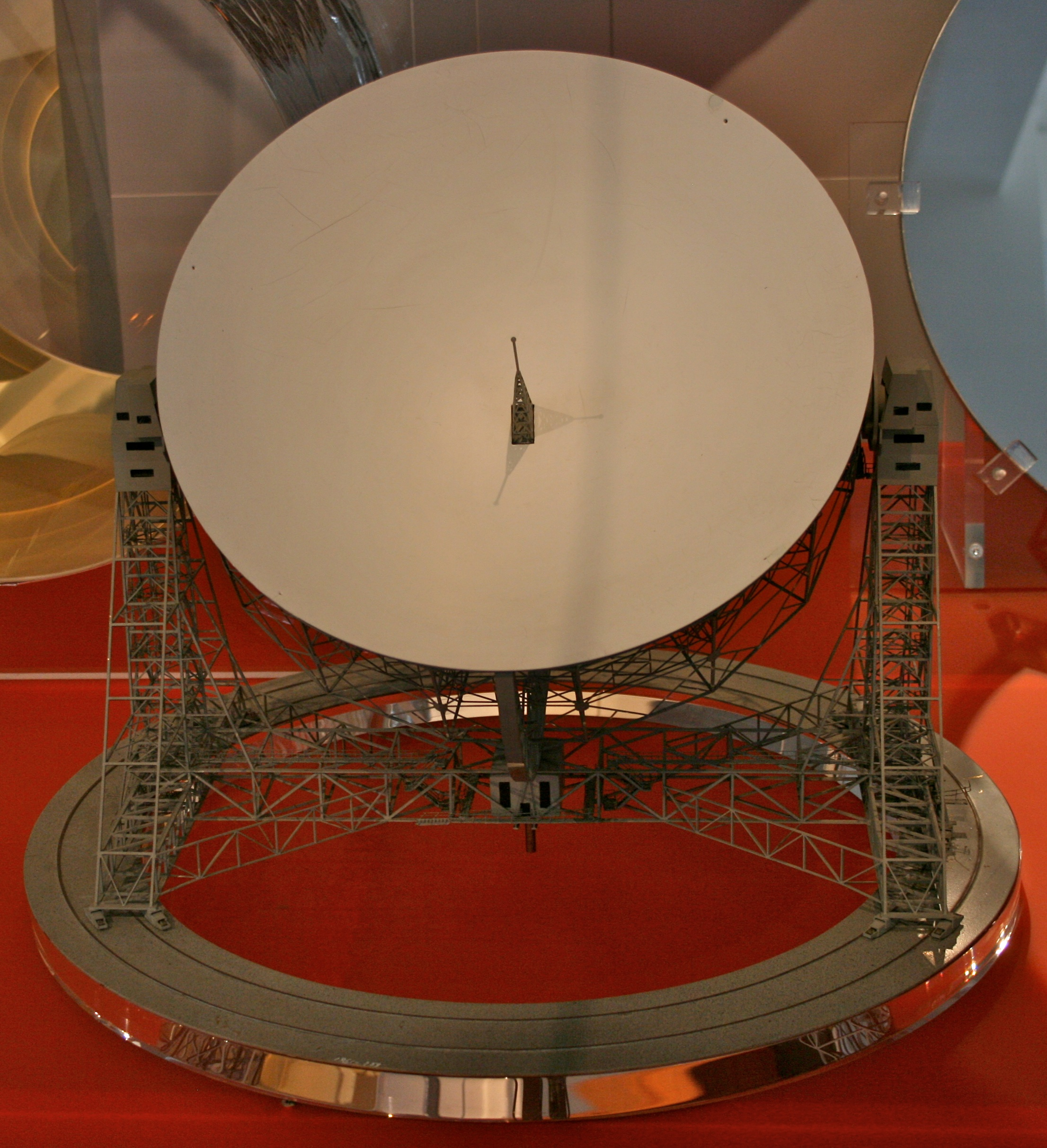
Model teleskopu 1:200 z roku 1961, Science Museum (Londýn).

Jakmile byl Lovellův teleskop dokončen, byla širokoúhlá soustava umístěna na řiditelnou montáž a dvojice byla použita jako sledovací rádiový interferometr. Ten pak sloužil k určení 2D tvaru kvazarů na obloze. V létě 1961 byl zkonstruován radioteleskop s parabolou o průměru 25 stop (8 metrů), který byl poté použit jako řiditelný interferometr v kombinaci s Lovellovým teleskopem (tehdy ještě nazývaným Mark I). Soustava se používala se k určení velikosti některých kvazarů s vysokým (z~0,86) rudým posuvem.
Od dokončení eliptického radioteleskopu Mark II v roce 1964 (s hlavní osou elipsy 38,1 metru a vedlejší osou 25,4 metrů druhý největší na Jodrell Bank) se soustava Mark I (tj. Lovellův teleskop) a Mark II pravidelně používala jako radiový interferometr, který má základní linii 425 metrů, což umožňovalo dosáhnout rozlišení kolem 0,5 úhlové minuty. Dvojice se využívala zejména k přehledovým výzkumů rádiových zdrojů a k určování poloh slabých rádiových objektů.
Jedním z hlavních podnětů pro stavbu radioteleskopu Mark III (který měl stejné rozměry jako Mark II) bylo také jeho využití jako interferometru spolu s Mark I. Byl proto umístěn daleko od Jodrell Bank, ve vesnici Wardle, nedaleko města Nantwich v hrabství Cheshire. Mark III byl na rozdíl od Mark II zkonstruován tak, aby se dal přemístit do nové lokality, ale nakonec k tomu nikdy nedošlo. Od dokončení v roce 1966 až do vyřazení z provozu v roce 1996 zůstal ve vesnici Wardle.
Lovellův teleskop byl zapojen také do několika celosvětově prvních experimentů s interferometrií, kdy radioteleskopy jsou od sebe extrémně vzdáleny. V roce 1968 se zúčastnil prvního experimentu s transatlantickým interferometrem, další radioteleskopy v experimentu se nacházely na observatořích v Algonquinu a Pentictonu v Kanadě. V roce 1969 byl poprvé použit jako interferometr společně radioteleskopem v Arecibu (Portoriko).
V roce 1975 byl schválen projekt a do roku 1980 vznikla soustava MERLIN, síť sedmi radioteleskopů na území Anglie a Walesu. Z toho dva jsou na Jodrell Bank (Lovellův teleskop a Mark II) a z této observatoře je celá síť také řízena. Se základními liniemi až 217 kilometrů síť dosahuje rozlišení až kolem 0,05 úhlové minuty. Síť byla dále modernizována v 90. letech a v letech 2004–2009. Při poslední modernizaci byla zvýšena tzv. frekvenční flexibilita a původní datové spoje nahrazeny optickými vlákny, takže lze přenášet mnohonásobně více dat a citlivost soustavy se zvýšila přibližně 30krát. Proto byl zkonstruován též nový korelátor, který dokáže zpracovat více než 200 Gbit/s.
MERLIN se pravidelně zapojuje také do sítě s teleskopy po celé Evropě (European VLBI Network), což umožnilo rozlišení až kolem 0,001 úhlové vteřiny. Přibližně polovina pozorovacího času teleskopu je nyní věnována interferometrii s jinými teleskopy. Lovellův radioteleskop po řadu let pracoval také jako součást interferometru s radioteleskopem umístěným na družici na různých drahách okolo Země.
Od roku 1997 do roku 2005 probíhal VLBI Space Observatory Programme (Japonsko), samotná družice byla označována jako Haruka. Šlo o první radioteleskop ve vesmíru, který byl součást interferometru. Od roku 2010 do roku 2019 to byl teleskop Radioastron neboli též Spektr-R (Rusko). Oba radioteleskopy záměrně obíhaly na velmi eliptických drahách a ve vesmíru vydržely fungovat déle, než byla plánovaná životnost.

### Další významná pozorování
Lovellův radioteleskop byl zapojen do projektu SETI mezi roky 1998 a 2003, kde primární radioteleskop byl na observatoři v Arecibu. Žádný signál, který by mohl být umělého původu, nebyl zjištěn. V únoru 2005 astronomové pomocí Lovellova radioteleskopu objevili oblast VIRGOHI21, která je zřejmě téměř celá tvořena temnou hmotou o hmotnosti srovnatelné s menší galaxií. Protože v oblasti zřejmě nejsou žádné hvězdy, mohla by to být jedna z prvních detekovaných „tmavých galaxií“. Oponenti tohoto názoru však tvrdí, že jde pouze o slapový ohon nedaleké galaxie Messier 99.

## Kulturní a vzdělávací programy

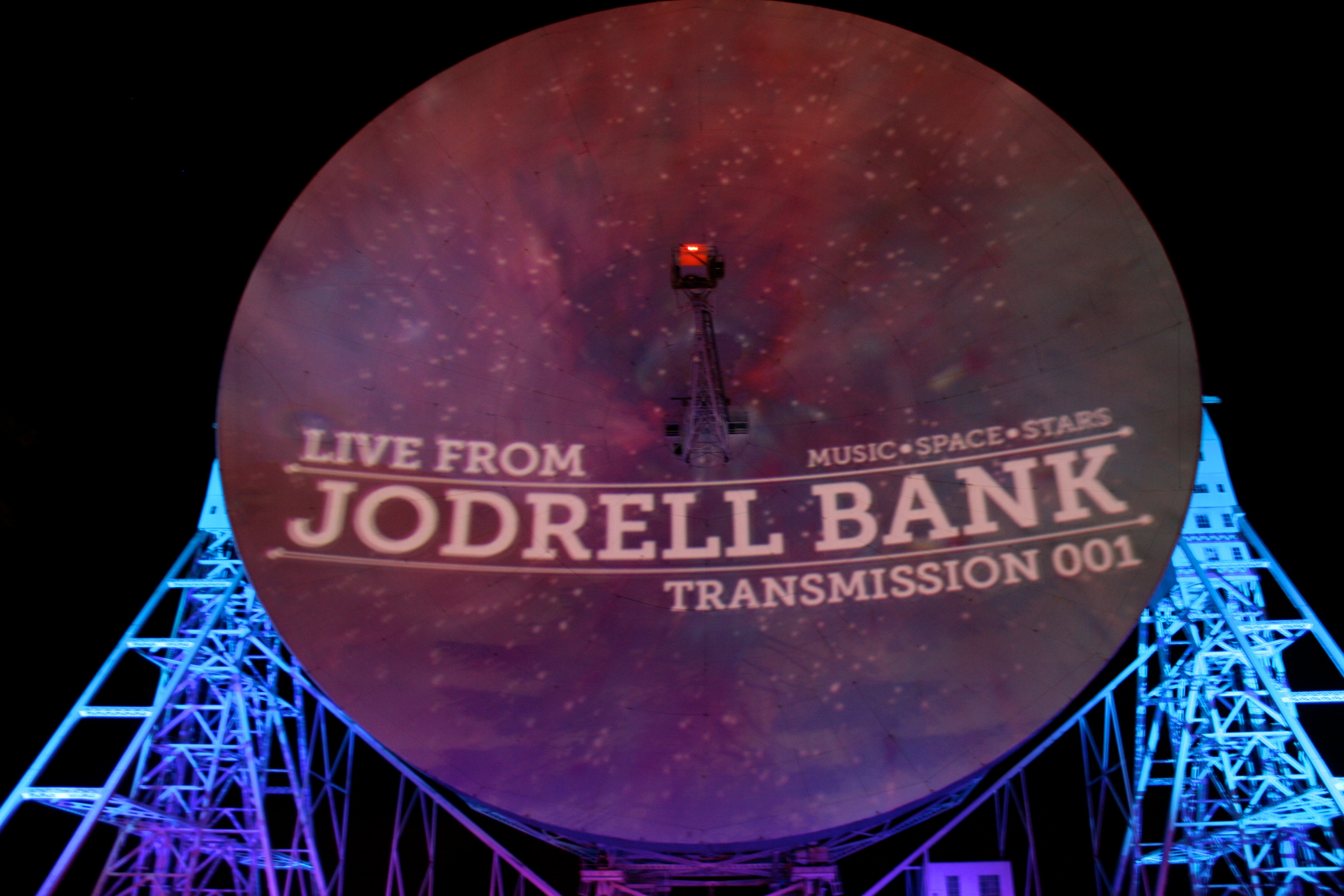
Nasvícený Lovellův teleskop v roce 2011, během koncertu Jodrell Bank Live – Transmission 001.

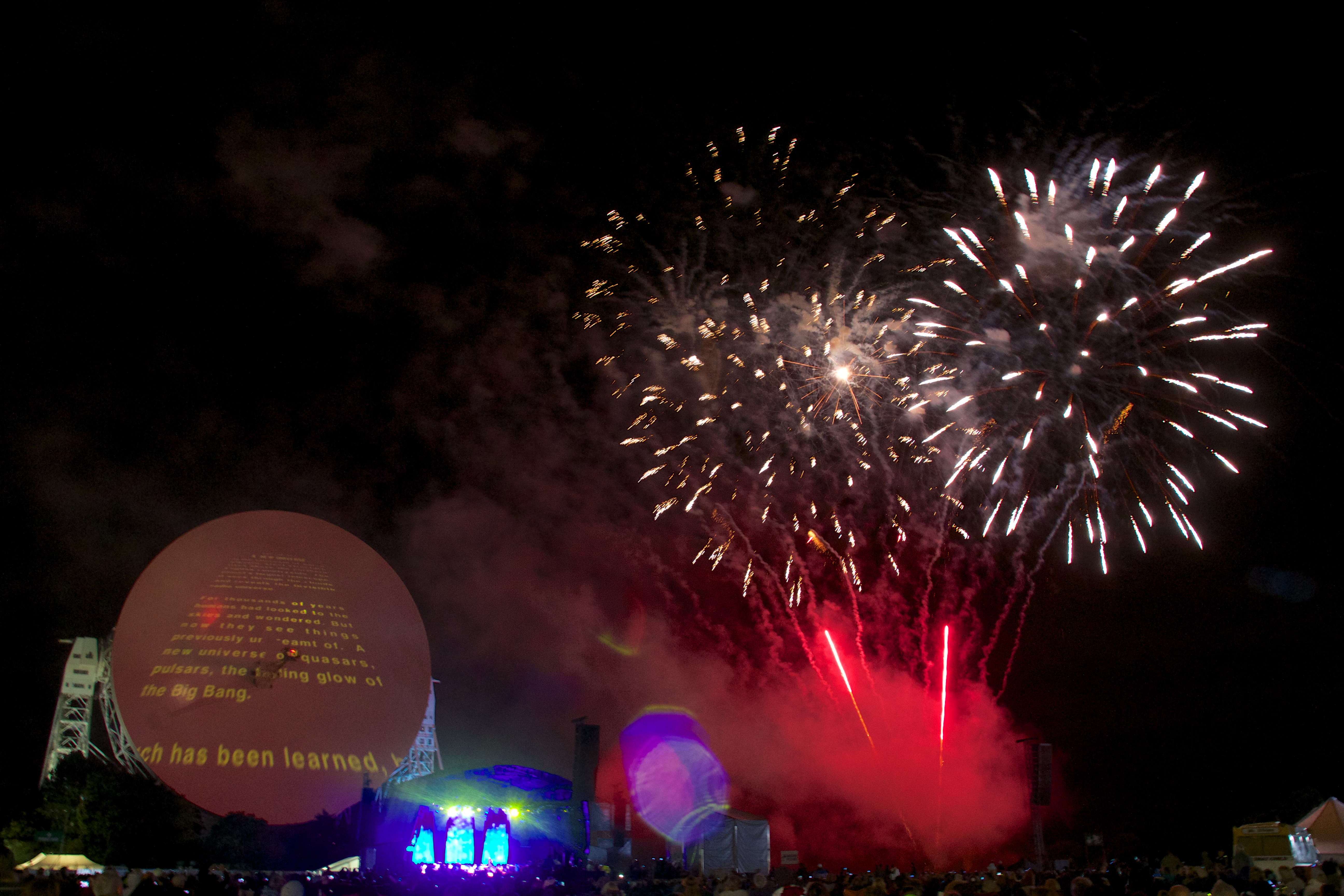
Koncert Hallé Orchestra na počest Bernarda Lovella (2013).

Zejména po roce 2000 se na observatoři Jodrell Bank v letních měsících konají různé koncerty a další umělecká vystoupení, kde parabola Lovellova teleskopu slouží jako zvláštní obří promítací plátno (viz obrázky „Jodrell Bank Live – Transmission 001“ a „Koncert Hallé Orchestra“). Z prostor Lovellova radioteleskopu byly nebo jsou také vysílány různé odborné astronomické pořady a na observatoři je také pořádán unikátní festival Bluedot, kombinující umělecká a odborná vystoupení.

### Koncerty
V červenci 2011 se v návštěvnickém centru a v prostorách observatoře uskutečnil rockový koncert pod názvem „Live from Jodrell Bank – Transmission 001“, na kterém vystoupily skupiny The Flaming Lips, British Sea Power, Wave Machines, OK GO a Alice Gold. Zhruba o rok později, 23. července 2012 na observatoři živě vystoupila skupina Elbow, která o této události natočila dokument, jenž byl vydán jako CD/DVD s koncertem. Dne 6. července 2013 v pořadu Transmission 4 vystoupili Australian Pink Floyd, Hawkwind, The Time & Space Machine a The Lucid Dream. Dne 7. července 2013 v pořadu Transmission 5 vystoupili New Order, Johnny Marr, The Whip, Public Service Broadcasting, Jake Evans a Hot Vestry. Dne 30. srpna 2013 v pořadu Transmission 6 vystoupili Sigur Ros, Polca and Daughter.
31. srpna 2013 se v Jodrell Bank konal slavnostní koncert symfonického orchestru Hallé Orchestra z Manchesteru, který připomněl nedožité 100. narozeniny Bernarda Lovella (zakladatel a dlouholetý ředitelem observatoře zemřel rok předtím krátce před 99. narozeninami). Kromě řady operních ukázek během dne zazněla na večerním vystoupení Hallé Orchestra mimo jiné témata z filmů Star Trek, Star Wars a Doctor Who. Lovellův teleskop byl otočen směrem k přihlížejícímu davu a sloužil jako obrovské promítací plátno, na němž se promítaly různé animované planetární efekty. O přestávce se na „plátně“ promítala historie Lovellovy práce a observatoře Jodrell Bank.

### Astronomické pořady

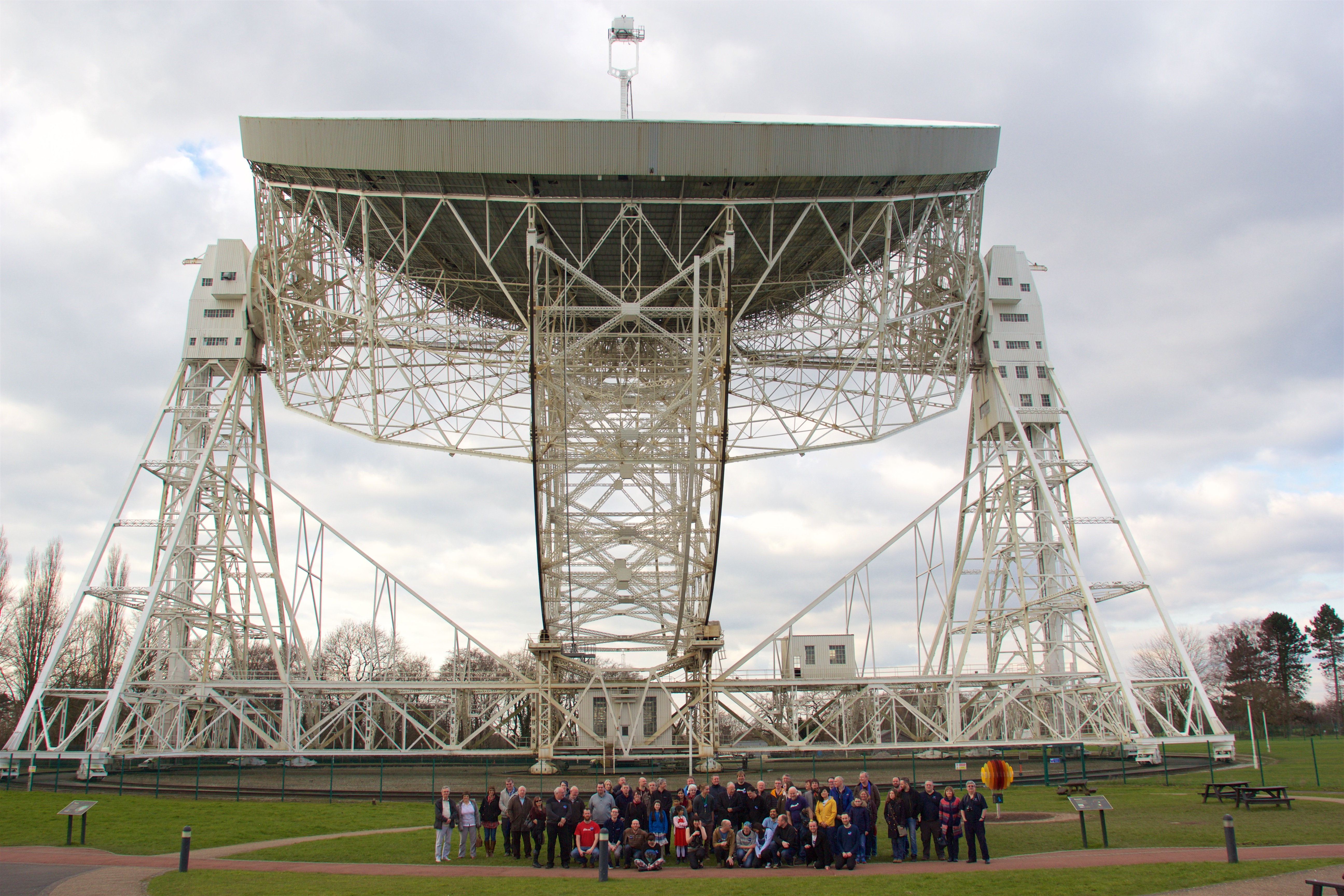
Tým Jodcast live 2016.

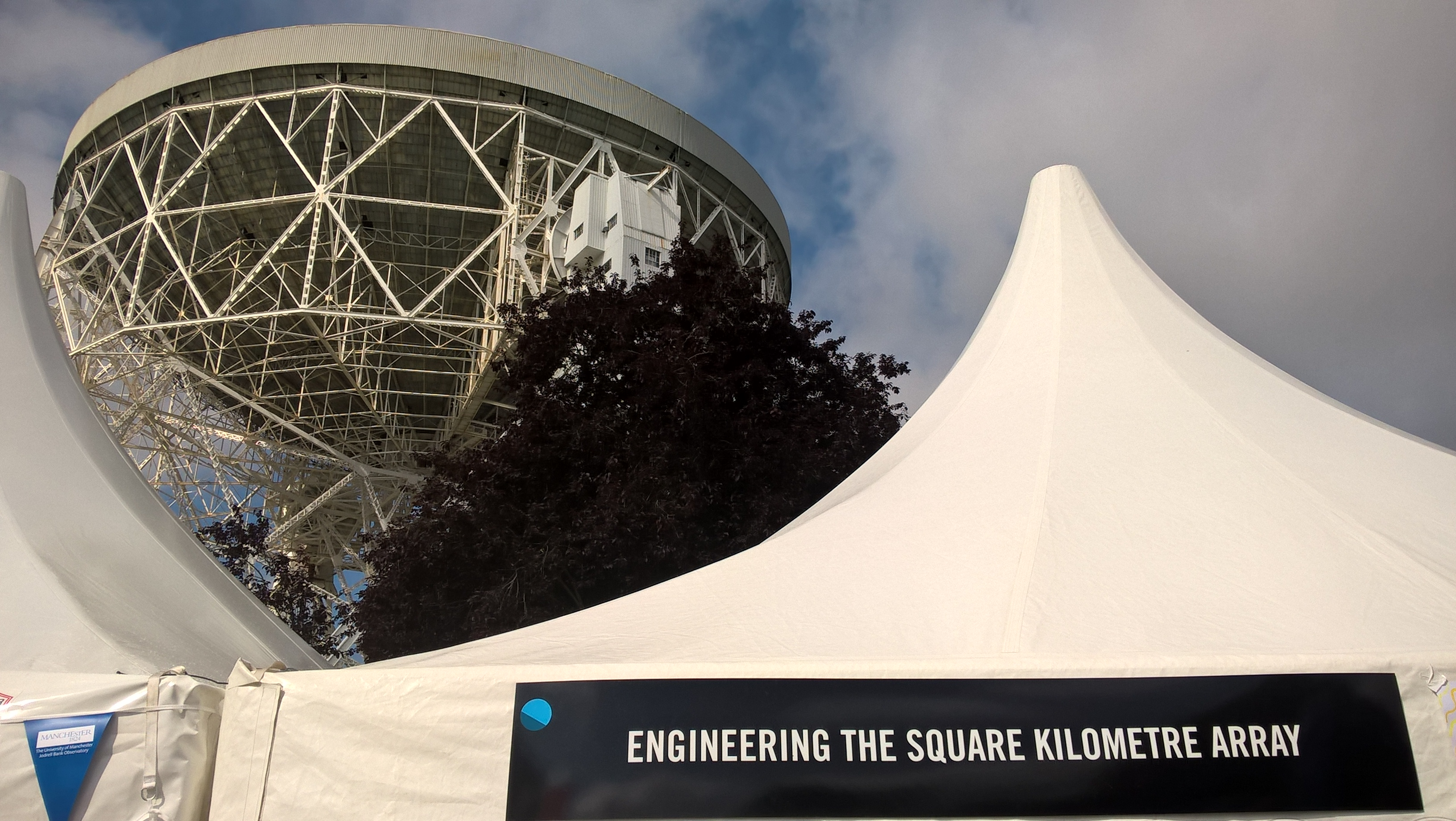
Bluedot festival v roce 2016, s upoutávkou na Square Kilometre Array, jehož centrála bude zde.

Z observatoře se od roku 2006 vysílá astronomický podcast připravovaný odborníky z Jodrell Bank a z Manchesterské univerzity s názvem The Jodcast. Jeho cílem je inspirovat a informovat veřejnost o astronomii a příbuzných vědách, nadchnout mladé lidi nejnovějšími výsledky astronomického výzkumu, motivovat studenty k vědecké kariéře a vyvrátit stereotypy o vědcích jako o nepochopitelných a nepřístupných osobách.
Z řídicí místnosti Lovellova teleskopu se vysílal televizní pořad BBC věnovaný astronomii Stargazing Live. Pořad byl v programu BBC sedm let (2011–2017), z toho šest sérií se vysílalo z Jodrell Bank (poslední sedmá série se v roce 2017 vysílala z observatoře Siding Spring v Austrálii + v červenci 2019 se vysílal speciální díl z Kennedy Space Center na Floridě u příležitosti 50. výročí přistání Apolla 11 na Měsíci). Jednotlivé díly uváděli především Brian Cox z Manchesterské univerzity a komik a současně amatérský astronom Dara Ó Briain s podporou televizní moderátorky a biochemičky Liz Bonninové a astronoma Marka Thompsona.

### Festival Bluedot
Od roku 2016 se na observatoři koná Bluedot, unikátní kombinace hudebního a vědeckého festivalu. Mezi umělce a skupiny, kteří na festivalu vystoupili patří např. Public Service Broadcasting, The Chemical Brothers, New Order, německá skupina Kraftwerk, jamajská zpěvačka Grace Jones nebo islandská zpěvačka Björk. Odborné přednášky uvedli přední vědci, např. britský teoretický fyzik a spoluautor četných populárně vědeckých pořadů BBC Jim Al-Khalili nebo zoolog, etolog, biolog a popularizátor vědy Richard Dawkins.

## Ocenění a památka UNESCO

Od roku 2019 je celá observatoř na seznamu Světového dědictví UNESCO.